# Chihuahua (Chihuahua)
Chihuahua (en apache lipán: Ją’éłąyá), oficialmente llamada Heroica Ciudad de Chihuahua, es una ciudad mexicana, cabecera del municipio homónimo y capital del estado de Chihuahua. Cuenta, según datos del último censo del INEGI en 2020, con una población de 925,762 habitantes siendo de esta manera la 11.ª ciudad más poblada de México y la 2.ª ciudad más poblada del estado, mientras que la zona metropolitana de Chihuahua es la 19.ª zona metropolitana más poblada de México con una población de 988,065 habitantes. Su principal actividad económica es la industria ligera en forma de maquiladoras y las actividades comerciales.
La ciudad de Chihuahua avanzó una posición en el ranking del Índice de Competitividad Urbana realizado por el Instituto Mexicano para la Competitividad (IMCO) 2024, posicionándose en el 5to a nivel nacional.
Chihuahua solía ubicarse solo por debajo de ciudades como Guadalajara, Ciudad de México, Monterrey, Querétaro y Saltillo, sin embargo la implementación de estrategias por parte del gobierno capitalino, de crecimiento en el tema urbano, industrial, económico, así como la disminución de brechas de desigualdad ha posicionado hoy a la capital del Estado dentro de las cinco ciudades más competitivas del país.

## Toponimia
No existe acuerdo histórico o lingüístico sobre el significado correcto y origen etimológico de la palabra Chihuahua, son reconocidas cinco acepciones probables, cuatro de ellas tomadas del tarahumara y una del náhuatl y son: Lugar seco y arenoso, Junto a dos aguas, Lugar de fábricas, Lugar de la Piedra Agujerada o Costalera o saquería.

## Historia

### Anterior a la fundación
La región donde hoy se encuentra asentada la ciudad de Chihuahua fue originalmente habitada por los indios conchos, una tribu de indígenas seminómadas que formaban parte de los grupos que los españoles denominaban generalmente como chichimecas. La conquista y exploración por parte de los españoles fue lenta y tropezó con la ferocidad de los nativos, sin embargo, las expectativas de riqueza mineral de la región llevaron a redoblar los esfuerzos de colonización.
El 24 de junio de 1562, Francisco de Ibarra inició la expedición por lo que hoy es Durango y Chihuahua, nombrándolo Nueva Vizcaya y el 20 de marzo de 1598 llegan a las márgenes del río Sacramento los primeros europeos que pisaron el sitio donde hoy está la ciudad de Chihuahua. La expedición colonizadora fue encabezada por Juan de Oñate y estaba formada por unos 400 hombres, de los cuales 130 traían a sus familias. Era Jueves Santo, por este motivo bautizaron con ese nombre al Río Sacramento, por la festividad del Santísimo Sacramento que se celebra ese día feriado.

### Fundación
El origen de la ciudad de Chihuahua comienza con el descubrimiento de las cercanas minas y fundación de la población de Santa Eulalia en 1652 por el capitán español Diego del Castillo, sin embargo; debido al clima y los constantes ataques de los indígenas la explotación se suspendió y Santa Eulalia permaneció varios años deshabitada. Unos cincuenta años después, en 1707, se hicieron descubrimientos mineros de mayor riqueza, lo que llevó al inmediato poblamiento de Santa Eulalia y a su prosperidad.

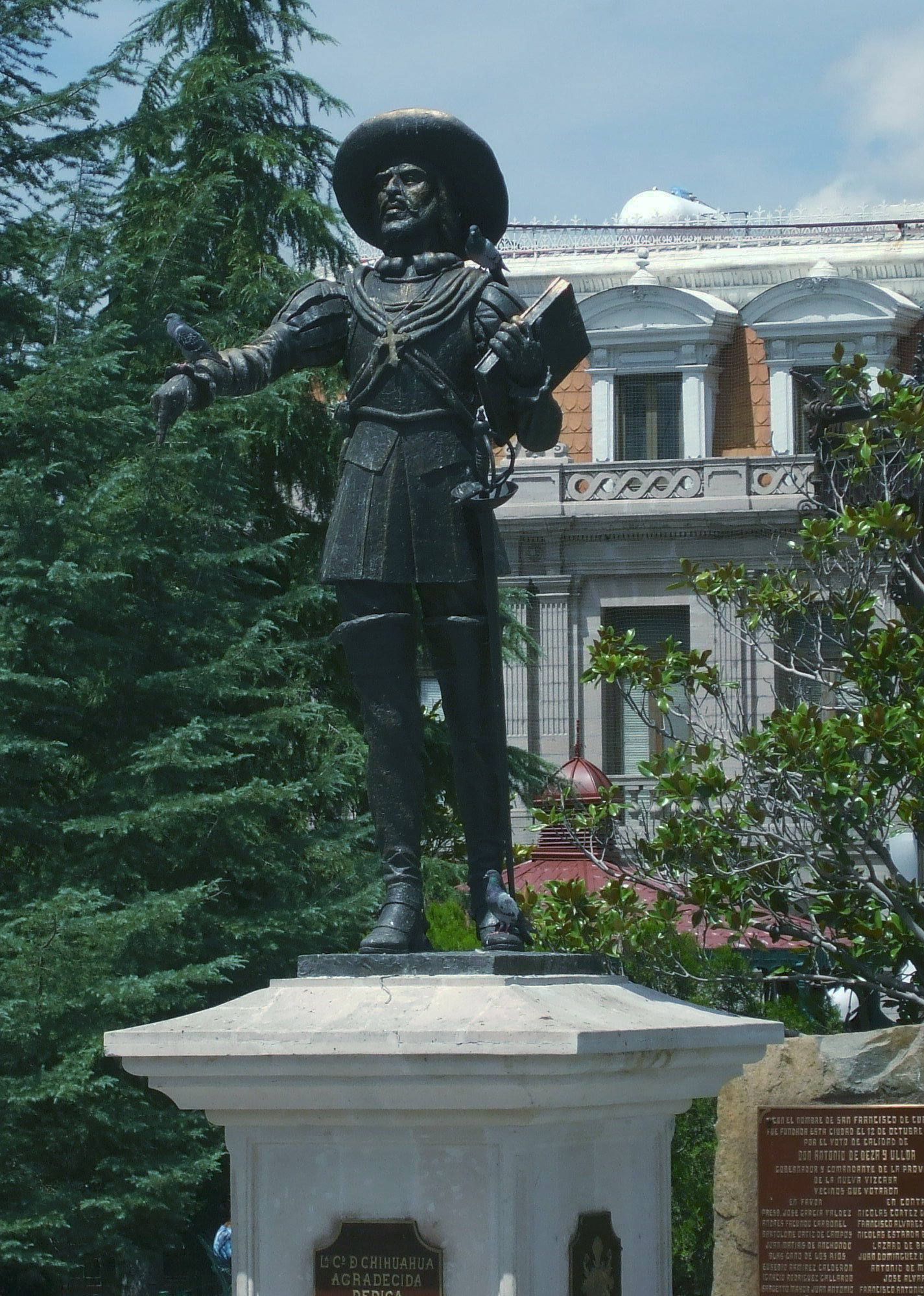
El fundador de la ciudad, Antonio Deza y Ulloa.

Sin embargo, Santa Eulalia está situada en medio de una serranía y lo difícil del terreno obstaculizó la construcción y expansión de la ciudad; debido a ello, cuando en 1709 el gobernador de la Nueva Vizcaya, Antonio de Deza y Ulloa, con la instrucción de fundar la cabecera del Real de Minas visitó la población, resolvió convocar a 16 vecinos notables (mineros, comerciantes, funcionarios de gobierno y sacerdotes) para resolver con ellos la conveniencia de constituir a la propia Santa Eulalia en la cabecera del Real de Minas o de fundar para ellos una nueva población en el cercano valle donde confluían los ríos Chuvíscar y Sacramento.
El 12 de octubre de 1709 se llevó a cabo la votación de los notables sobre la fundación del Real de Minas, ocho de ellos se manifestaron porque se situara en la propia Santa Eulalia, mientras los ocho restantes lo hicieron por la fundación en el valle. Ante el empate, el gobernador Deza y Ulloa intervino con su voto de calidad manifestándose por la fundación de la población en el valle de la junta de los ríos; de esta manera se considera a esa fecha como la fundación oficial de Chihuahua y a Antonio Deza y Ulloa como su fundador. El nuevo Real de Minas fue fundado con el nombre de Real de Minas de San Francisco de Cuéllar en honor del entonces Virrey de la Nueva España, Francisco Fernández de la Cueva Enríquez, 10.º. Duque de Alburquerque y Marqués de Cuéllar.

### Colonia
El crecimiento del Real de Minas, impulsado por las minas y actividad de las haciendas que lo rodeaban continuó durante la colonia; debido a ello el 1 de octubre de 1718, se erige al Real de San Francisco de Cuéllar en Villa, con el nombre de San Felipe el Real de Chihuahua; San Felipe en honor al rey Felipe V de España y siendo utilizado por primera vez el nombre de Chihuahua. En esta época es que también se resuelve la construcción de un templo parroquial digno para la villa, con ese objeto, el ayuntamiento resolvió imponer un impuesto especial a la plata extraída de las minas de Santa Eulalia y con ello se construyó el templo que hoy es la Catedral de Chihuahua. Para el año de 1786 la Villa de Chihuahua era una Alcaldía Mayor y el 1 de abril de 1797 se levanta el primer censo en la ciudad de Chihuahua por Fructuoso Simón de Herrera con el siguiente resumen: 324 hombres, 396 mujeres, total 720 habitantes.
En el siglo XVIII se construyó en la ciudad un acueducto con arcos de cantera que vertía agua en una fuente en la plaza principal. Después fueron apareciendo casas elegantes, algunas con viguerías trabajadas con ricas maderas traídas de la sierra; estas casas tenían huertos con árboles frutales y hortalizas, gallineros y ganado menor. Los mineros ricos como los Irigoyen y Carbonel, decoraron sus mansiones con lujosos muebles, magníficas pinturas, vajillas de plata y bellas porcelanas. En el nombre del rey de España llegaban los visitadores para investigar la moralidad y la justicia de los reinos y para cobrar los impuestos. Leían heraldos por las calles, que promulgaban el buen trato a los indígenas; A pesar de esto los confinaban y restringían su libertad, quedando siempre bajo el dominio de los españoles, criollos y mestizos. Con esa mezcla de razas se fue escribiendo, a través de los siglos, la historia de la capital.
Como en otras partes del México norteño, los peregrinos católicos influyeron grandemente en la era colonial, y la ciudad se convirtió en un punto de reunión para peregrinos que iban en camino de La Sierra, una región montañosa en la cual los indígenas todavía no se habían convertido al catolicismo.
Así mismo fue construido en la ciudad de un Colegio dirigido por la Compañía de Jesús, que construyó un sólido edificio en el extremo este de la villa, posteriormente y tras la expulsión de los jesuitas, el edificio del colegio fue utilizado como cuartel, cárcel y casa de moneda.

### Independencia

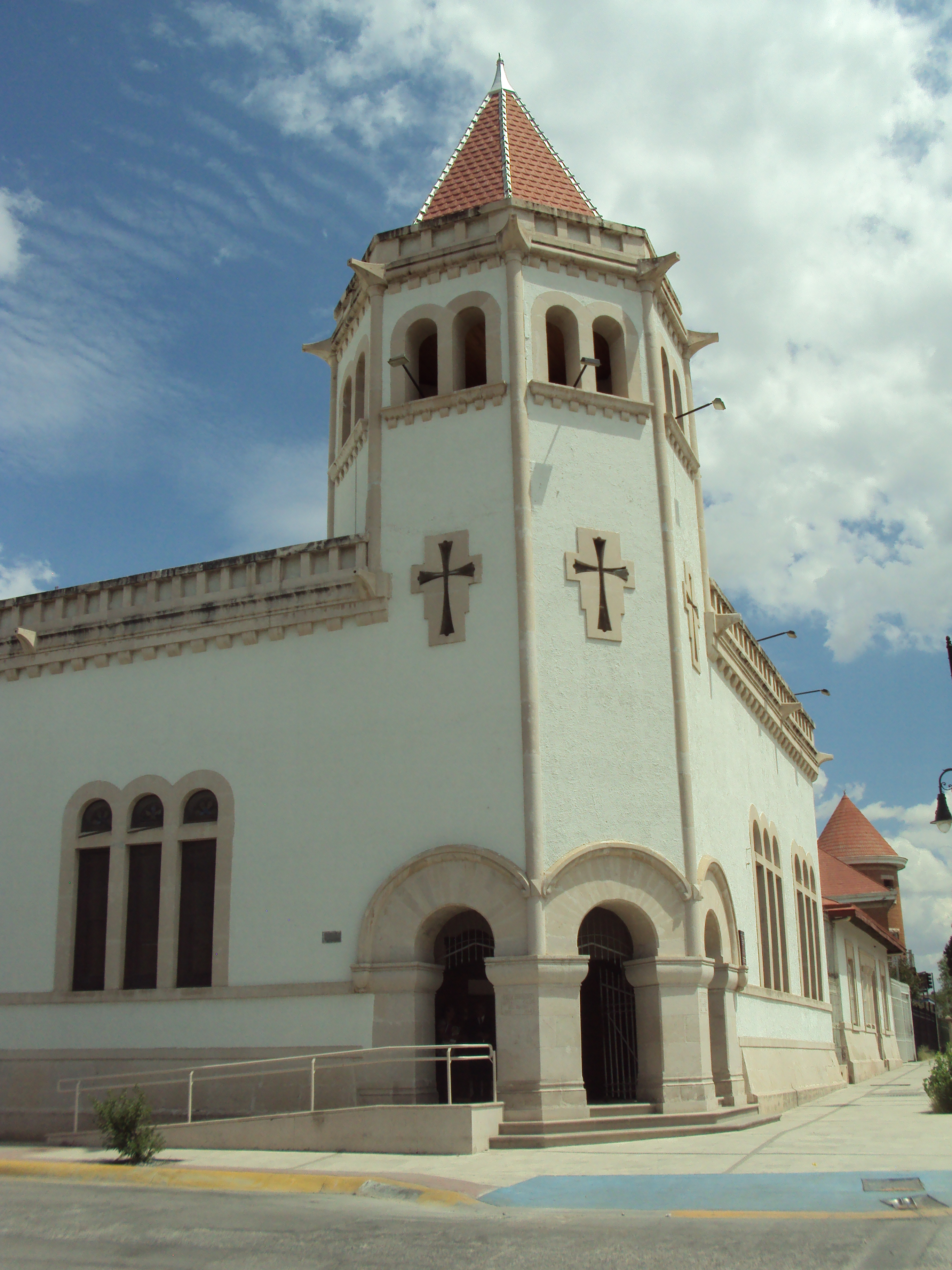
Templo Metodista de la Trinidad.

La información del inicio del movimiento de Independencia de México, tardó mucho en llegar a la entonces Villa de Chihuahua, donde en la práctica no tuvo efecto alguno, debido a ello Los Realistas decidieron que el juicio a los insurgentes aprehendidos en Acatita de Baján se llevara a cabo en Chihuahua. El 23 de abril los prisioneros entraron a Chihuahua para ser juzgados y el 26 de junio son fusilados en el convento de San Francisco los insurgentes Ignacio Allende, Mariano Jiménez, Juan Aldama y Manuel Santamaría. El 30 de julio del mismo año, Miguel Hidalgo y Costilla es fusilado en los patios del hospital militar, lugar que anteriormente fue el convento de Loreto. Durante el resto de la guerra de independencia la situación en Chihuahua fue prácticamente idéntica y sin sobresalto alguno.
Una vez consumada la independencia mediante los Tratados de Córdoba, y tras el efímero Primer Imperio Mexicano, el 19 de julio de 1823 el Congreso de la Unión emitió un decreto por el cual dividía la antigua provincia de la Nueva Vizcaya en dos, la Provincia de Durango y la Provincia de Chihuahua, y señalaba por capital de esta última a la Villa de San Felipe el Real de Chihuahua, que a partir de ese momento quedaba erigida en ciudad, y recibía el nombre de Chihuahua.

### Época postindependiente
Durante la Intervención estadounidense en México, Chihuahua fue ocupada por una columna del ejército estadounidense al mando de Alexander Doniphan, que procediendo de Nuevo México, había ocupado previamente Santa Fe y El Paso. Para la defensa de Chihuahua se entabló con los invasores la Batalla de Sacramento, el 28 de febrero de 1847, en la población del mismo nombre localizada a unos 15 kilómetros al norte de la ciudad, con el resultado de la completa derrota de las fuerzas mexicanas que se dispersaron, el gobierno del estado se trasladó a Parral y el 1 de marzo el ejército estadounidense ocupó la ciudad.
El 7 de marzo de 1848, ocurrió la segunda ocupación de los angloamericanos y el gobernador Trías evacuó Chihuahua y la ocupó el jefe invasor Sterling Price. Esta situación se prolongó hasta el 25 de julio, día en que la capital fue desalojada por los invasores. Las autoridades legítimas se reinstalaron en su residencia oficial el 14 de agosto del mismo año.

### La Reforma
El 4 de enero de 1858, dentro de la Guerra de Reforma, que generalmente dominó el partido liberal con excepción de dos cortas temporadas en que los conservadores ocuparon la capital a mano armada, el teniente coronel Bruno Arriada y Juan N. Bárcenas sedujeron a las fuerzas de la guarnición, proclamaron el Plan de Tacubaya y fijaron un plazo de media hora al gobernador, Antonio Ochoa, para que firmara su adhesión. Este se retiró rumbo a Aldama, reunió a la guardia nacional bajo el mando del coronel José Esteban coronado y el 19 siguiente recuperó la capital.
El 5 de mayo de 1862, Mariano Sáenz construyó a sus expensas el primer edificio destinado expresamente para teatro, se le denominó Teatro de Zaragoza, estuvo ubicado en la calle de La Libertad, cerca de la actual Plaza de Merino y se estrenó con la obra Los franceses en México. El 15 de septiembre de 1877, con una celebración del Grito de la Independencia, fue inaugurado el Teatro Betancourt, por el gobernador del estado, general Ángel Trías, se encontraba ubicado en la calle de La Libertad y fue construido por el jalisciense Miguel Betancourt, el cual tenía más de veinte años radicado en Chihuahua. Perduró hasta el 27 de mayo de 1904 en que fue destruido por un incendio. También, edificado por Miguel Betancourt, se inaugura el Teatro Coronado, que estuvo en la calle de Ojinaga y fue destruido por un incendio.
El 12 de octubre de 1864, arribó a la ciudad el titular del Poder Ejecutivo Federal, el licenciado Benito Juárez, con motivo de los acontecimientos de la intervención francesa y el imperio. Venía acompañado de sus Secretarios de Estado, despacharon en la residencia oficial del Gobierno del Estado. Permaneció hasta el 5 de agosto de 1865, fecha en que tomó el camino de paso del norte; volvió a la capital el 20 de noviembre y el 9 de diciembre regresó a la frontera. La última temporada permaneció en Chihuahua del 17 de junio al 10 de diciembre de 1866. En esta época se vendieron las 3 naves que dan a la ahora calle Victoria, parte del Palacio Municipal, para apoyar los gastos que demandaban el movimiento de tropas con motivo de la salida del Presidente Juárez y sus Ministros en dirección a Paso del Norte.
En la época de la Reforma fue de hecho, durante dos años, capital de la República y asiento de los Poderes Federales, pues el antiguo Palacio de Gobierno, hoy Museo Casa Juárez, se convirtieron de 1864 a 1866, en el Palacio Nacional y en la residencia del Presidente Benito Juárez y sus Ministros.
El día 25 de marzo de 1866, se escenificó una batalla en la Plaza de Armas, los imperialistas franceses estaban acuartelados en la Catedral y el general Terrazas se desplazaba por las calles Victoria e Independencia, era prácticamente imposible entrar a Catedral, hasta que se decidió que se cañoneara y desde las calles Coronado y Ocampo lo hicieron, la bala de 8 kg de peso cayó justamente en la campana quebrándola a la mitad, después de este hecho los franceses salieron a rendirse y se recuperó la ciudad. La campana se declaró por el ayuntamiento, monumento histórico y todavía hoy se puede observar en el interior de Catedral.

### Porfiriato
En 1875, comenzaron a reproducirse las imágenes en papel o cartón, basados en el daguerrotipo, y debido a que en 1863 se estableció el angloamericano Henry W. Barquer y el 2 de marzo de 1876 se inauguró el telégrafo en el corto tramo comprendido entre la casa de gobierno (calle Juárez no. 321) y la estación de diligencias llamada La Despedida (paseo Bolívar y 10.ª.) El 23 de abril se inauguró el servicio entre Chihuahua y Rosales y en agosto de 1877 con la Ciudad de México. El primer telegrafista de la ciudad se llamó Francisco Hernández.
El 2 de junio de 1876, se sublevó el coronel Ángel Trías a favor del Plan de Tuxtepec, se apoderó de la capital y tomó prisionero al gobernador constitucional, Antonio Ochoa. El sustituto nombrado por la legislatura, Manuel de Herrera, despachó sucesivamente en Cusihuiriachi, Guerrero y Camargo, levantó la guardia nacional y se unió a las tropas del gobierno. El 19 de septiembre, las autoridades legítimas reanudaron el ejercicio de sus funciones en la capital una vez derrotados los porfiristas en el rancho de Ávalos..
El 6 de febrero de 1877, el general Juan B. Camaño, al frente de una brigada Tuxtepecana, ocupó la capital, depuso a las autoridades constitucionales, asumió los mandos político y militar del estado e inició la nueva era.
El 5 de mayo de 1881, se inauguró la primera línea telefónica por Félix Francisco Maceyra, gerente del Banco Mexicano. Dicha línea fue entre las oficinas del banco, esquina de avenida Independencia y calle Victoria y la dirección de la casa de moneda, sita donde está el Palacio Federal. Tres años después existían ciento cincuenta aparatos de servicio urbano, el de larga distancia comenzó a funcionar el 1 de abril de 1930. El 24 de marzo de 1883, se estableció la primera comunicación telefónica de dos poblaciones, fueron Chihuahua y Aldama. En 1884, se fundó la compañía telefónica de Chihuahua.
En 1882, siendo gobernador el general Luis Terrazas, se principió la instalación de la cañería metálica, que poco a poco se fue extendiendo y ramificando. Las acequias auxiliares de cal y canto y las pilas y fuentes fueron desapareciendo del recinto de la ciudad.
El 16 de septiembre de 1882, se inaugura el primer tramo de la línea férrea, de Juárez a Chihuahua, construida por Ferrocarril Central Mexicano, que desde 1909 perteneció al sistema de los Ferrocarriles Nacionales de México. El 8 de marzo de 1884, se abrió la comunicación hasta la Ciudad de México y el día 23 comenzaron a correr trenes de pasajeros y de carga.
En 1883, se establecieron las primeras máquinas de escribir por las principales casas comerciales. Comenzaron a usarse en las oficinas públicas en 1891, durante la administración local del coronel Lauro Carrillo.
A fines de 1884, se inaugura la primera línea de tranvías urbanos entre la Plaza de la Constitución y la estación primitiva de los Ferrocarriles Nacionales. Se movían por bestias de tiro, posteriormente, en agosto de 1908, se trasladaban con la fuerza eléctrica. Desaparecieron a principios de 1922.
El 11 de septiembre de 1891, se terminó de construir el Palacio de Gobierno por el gobernador Lauro Carrillo. Sin embargo, la inauguración oficial fue hasta el 1 de junio de 1892 por él mismo.
El informe publicado por la Dirección General de Estadística registra en la ciudad de Chihuahua, en el año de 1895, la cantidad de 19 520 personas.
A finales del siglo XIX, llegaron a la ciudad los fonógrafos de Tomás Alva Edison, que tenían numerosas líneas de extensión y había que aplicarlas al oído de las personas para percibir las reproducciones del sonido.
El segundo semestre de 1902, llegó el primer automóvil a la ciudad de Chihuahua, traído por cuenta de Mauricio Calderón, y el segundo lo introdujo el coronel Miguel Ahumada, gobernador del estado.
En los primeros años del siglo XX, en Chihuahua había más inversión extranjera en empresas no ferroviarias que en ninguna otra región del país, lo que permitió a los extranjeros infiltrarse en todos los niveles sociales y económicos locales.
El crecimiento demográfico de la ciudad crea la necesidad de buscar nuevas fuentes para proveerla de agua y el 16 de septiembre de 1908, se inaugura la presa Chuvíscar, con una capacidad de cinco millones de metros cúbicos de agua, el costo fue de un millón de pesos. Se aprovechó el estudio preliminar del Ing. Aguilar, el proyecto definitivo y las especificaciones se encomendaron a Manual Marroquín y Rivera y la construcción se contrató con los ingenieros Sheperd y Mac Quatters.
A partir de este año empezó a desdibujarse el panorama de auge industrial, presentándose los primeros signos de la crisis económica y social que se agudizó en 1910, con motivo de los primeros estallidos revolucionarios. En 1911, la ciudad quedó en poder de los alzados bajo el mando de Pascual Orozco.

### La Revolución mexicana
Durante la etapa de la Revolución, Chihuahua fue escenario del movimiento maderista y, después, del desarrollo del Constitucionalismo y del Villismo, destacándose las figuras heroicas de Praxedis G. Guerrero, Abraham González, Toribio Ortega, Pascual Orozco, Francisco Villa y muchos otros.
Los días 30 y 31 de octubre de 1911, el presidente electo de la República. Francisco I. Madero, visita por segunda ocasión la ciudad, habiendo hecho el viaje expresamente para invitar a los jefes revolucionarios chihuahuenses Abraham González, Pascual Orozco, José de la Luz Blanco, José de la Luz Soto, Máximo Castillo y otros, para que le acompañaran en el acto de su protesta como titular del Poder Ejecutivo Federal.
La reforma constitucional del 28 de octubre de 1911 suprimió las jefaturas políticas en el estado y creó el municipio libre. Esta disposición comenzó a regir a partir del día 1 de enero de 1912, y, desde entonces, cada municipio es administrado por un ayuntamiento electo popularmente, sin ninguna dependencia de los demás, cuyos presidentes se entienden directamente con el gobernador del estado, no debiendo existir entre ellos ninguna autoridad intermedia.
El 8 de diciembre de 1913, llegó al lugar Francisco Villa, aceptando el nombramiento de Gobernador Provisional del estado, que le otorgó una Junta de Generales; en su nueva función, el 12 del mismo mes, decretó la creación del Banco del estado de Chihuahua, con garantía de las propiedades confiscadas a los enemigos de la causa revolucionaria y facultado para emitir billetes, este cerraría definitivamente en 1915. La capital del estado constituyó el centro de operaciones de la División del Norte.
El 13 de abril de 1914, Venustiano Carranza llegó a la ciudad de Chihuahua, procedente de Juárez, durante su cruzada en contra de la dictadura militar del general Victoriano Huerta. Fue recibido en forma entusiasta por el pueblo chihuahuense, al que saludó desde el balcón central del Palacio de Gobierno, anunciando las reformas sociales que demandaba la revolución y fue alojado en la Quinta Gameros. Al día siguiente recibió el informe del gobernador del estado, general Manuel Chao, sobre el estado de la administración pública y el 3 de marzo siguiente se trasladó a la ciudad de Torreón.
En 1914, el general Francisco Villa mandó montar una estación radiotelegráfica en la ciudad de Chihuahua, que fue la primera que funcionó. Las instalaciones se hicieron en el Palacio Municipal y las antenas se colocaron en las torres de la catedral.
A finales de enero de 1915, el general Francisco Villa, jefe supremo de las operaciones militares, quedó incomunicado con el gobierno de la convención, que había tenido que retirarse de la Ciudad de México en dirección a Cuernavaca. Con este motivo, el expresado general expidió un decreto por el que se autorizaba a sí mismo para asumir la dirección de los negocios públicos en el territorio dominado por sus fuerzas y creó tres departamentos de estado para la atención de ellos, a saber el de Relaciones Exteriores, Gobernación y Comunicaciones, y Hacienda y Fomento. A través de estos departamentos el general Villa ejecutó todos los actos propios de un jefe de Estado hasta fines del año de 1915. A finales de 1915, concluyó el régimen villista en la capital.

### Época revolucionaria
A partir de 1920 comenzó la reconstrucción de la economía, resurgiendo algunas fábricas importantes de la época del porfiriato que habían cerrado con motivo de la revolución. Tal fue el caso de la industria cervecera, las fundiciones, las harineras y las textiles, en donde se trabajaba con maquinaria movida por vapor, energía eléctrica o gasolina, que continuaron con un avanzado nivel tecnológico.
Los distritos siguieron manteniéndose pero exclusivamente como distritos con funciones judiciales, en octubre de 1921 el distrito Iturbide cambió de nombre por el de Aragón.
En diciembre de 1923, se instala la primera estación radiotelefónica difusora que funcionó en la ciudad, por acuerdo del gobernador del estado, general Ignacio C. Enríquez y tuvo el registro oficial XICE. Al mismo tiempo comenzaron a instalarse en los hogares los aparatos radiorreceptores, que popularmente se denominaron radiolas. El 1 de noviembre de 1929, se adapta al cinematógrafo el primer vitáfono o cine hablado en el cine Alcázar, fue con la película El cantante de jazz. A principios de 1931, comenzaron a circular por las calles de la ciudad, las primeras líneas de camiones urbanos y semiurbanos. A estas fechas la ciudad contaba con 45 595 habitantes.
El día 21 de junio de 1941, se incendia el Palacio de Gobierno, dicho incendio inicia en el Archivo General del Poder Ejecutivo a la una de la tarde en sábado y el Palacio Municipal quedó convertido en residencia oficial de los supremos poderes Legislativo y Ejecutivo, hasta el 15 de septiembre de 1944 en que volvieron a su edificio propio.
En 1946, se incendia el Mercado Reforma, durante la administración municipal que presidió Alberto de la Peña Borja. Siendo presidente el Ing. Esteban Uranga construyó otro edificio para mercado, con el mismo título y más alejado del centro de la ciudad.
El 26 de septiembre de 1947, se inaugura la ciudad deportiva por el presidente de la República, Miguel Alemán, siendo gobernador del estado el Ing. Fernando Foglio Miramontes; contaba en ese entonces con un estadio con capacidad para ocho mil personas, gimnasio monumental, ocho frontones, campos de tenis, basquetbol, voleibol, parque y graderías de béisbol, alberca olímpica, un bosque artificial de diecisiete mil árboles, electrificación para servicio nocturno en todas las secciones deportivas y transformadores en el campo de béisbol, pista deportiva para eventos atléticos, campos de box, vestidores, sanitarios, etc.
Salvo por la explotación minera, la actividad industrial no había sido sustancia en la economía local, pero a partir de 1947, con la apertura de Cementos de Chihuahua, se inicia un cambio significativo en la industria, que se acentuó en 1960 con el establecimiento de maquiladoras de exportación en las ciudades de Juárez y Tijuana primero, y después en Chihuahua. Se instalan 47 plantas con 24 500 obreros en especial mujeres.
El 9 de noviembre de 1947, se inaugura nuevamente el Palacio de Gobierno, por el entonces presidente de la República, Miguel Alemán.
El Instituto Tecnológico de Chihuahua, conocido como ITCH fue el primer instituto tecnológico en México. La primera piedra fue puesta el 26 de septiembre de 1948 por el secretario de Educación Pública, Manuel Guel Vidal y por el gobernador constitucional del Estado de Chihuahua, el Ing. Fernando Foglio Miramontes.

### Historia reciente
En 1956, se instala en la ciudad la televisión, con la fundación de XERA-TV por parte de Telesistema Mexicano. En 1960, se termina la construcción de la presa Chihuahua, que contribuiría al abastecimiento de agua y a evitar inundaciones en una amplia zona de la ciudad. En este año se reportan 150 430 habitantes.
El 5 de abril de 1964, ocurre una bronca en la Plaza de Armas, tras un acto del candidato del PRI a la presidencia de la república, Gustavo Díaz Ordaz, que termina en la quema del templete por parte de manifestantes.
El 18 de octubre de 1968, se le otorga plena autonomía a la Universidad de Chihuahua. Este mismo año, se instala XHCH-TV canal 2, la primera estación de televisión en ser totalmente local.
En coordinación con la iniciativa privada, a través del recién creado Desarrollo Económico de Chihuahua, A.D., el 12 de septiembre de 1980, el gobierno del estado crea la promotora de la Industria Chihuahuense que de inmediato procede a la construcción del Complejo Industrial Chihuahua con la planta Ford como industria ancla; que posteriormente atraería nuevas inversiones extranjeras y fortalecería la confianza para establecerse en la región.
La tarde del 27 de julio de 1981, el avión DC-9 Yucatán, de Aeroméxico, que cubría el vuelo regular 230 entre Monterrey y Tijuana, se salió de la pista al aterrizar en el aeropuerto de Chihuahua, por la fuerza del viento y de la lluvia. Como consecuencia, la aeronaves se partió y se incendió causando el mayor percance en la historia de la aviación estatal; alcanzaron a salir con vida 32 pasajeros, pero otros 32 murieron.
En septiembre de 1981, se inaugura por José López Portillo, Presidente de la República, el Palacio de Justicia del Estado.
En 6 de julio de 1983, por primera vez el Partido Acción Nacional, con Luis H. Álvarez, gana las elecciones para el Ayuntamiento de Chihuahua. Es en este año donde el estado se pone en la mira de todo el país. A partir de este momento Chihuahua se convirtió en el referente obligado para las elecciones en los demás estados norteños y luego de toda la república.
Para 1984, la zona metropolitana de la ciudad de Chihuahua tenía 29 plantas maquiladoras en el Parque Industrial Las Américas, de las cuales destacaban las dedicadas a la producción de componentes eléctricos y electrónicos para exportación.
En 1986, año del verano caliente en Chihuahua, debido a las elecciones estatales, municipales y de diputados que se vivieron. La injerencia de la Iglesia Católica en la actividad política igual que en 1983 hicieron que se caldearan los ánimos y se dividiera a las familias chihuahuenses. El obispo Adalberto Almeida y Merino y amenazó con no celebrar misa debido al supuesto fraude electoral. El 27 de diciembre de 1988, el Papa nombró a monseñor José Fernández Arteaga, Arzobispo coadjutor de Chihuahua con derecho a sucesión. Tomó posesión de su cargo el 25 de enero de 1989, y en abril de ese año la mayoría de los sacerdotes diocesanos y religiosos, envían al Papa una carta de apoyo a Adalberto Almeida con motivo de sus 20 años de obispo en Chihuahua.
El 24 de mayo de 1988, la ciudad de Chihuahua estuvo a punto de vivir una catástrofe de dimensiones incalculables cuando a las 10:10 de la mañana, estalló en llamas el tanque n.º 14 de la Planta Pemex, que contenía más de cuatro millones de litros de diáfano y se mantuvo encendido por más de ocho horas, con llamas que alcanzaron más de 50 metros de altura y a 50 metros estaba un tanque similar que contenía gasolina Nova. Cerca de 200 mil personas residentes de diez colonias aledañas fueron evacuadas y la zona fue acordonada por el Ejército y los cuerpos policiacos. El incendio fue sofocado poco después de las seis de la tarde, gracias a la acción coordinada de los bomberos de Chihuahua, Delicias, Camargo, Parral, Cuauhtémoc, Aldama y Ciudad Juárez.
En 1990, se inicia la construcción del Complejo Habitacional denominado Chihuahua 2000, el cual alberga cerca de 10 000 familias.
En 1998, se inicia la construcción del Campus Universitario II de la UACh al norte de la ciudad.
Para el año 2008 es inaugurada la Deportiva Sur, en la zona de Ávalos.

## Geografía

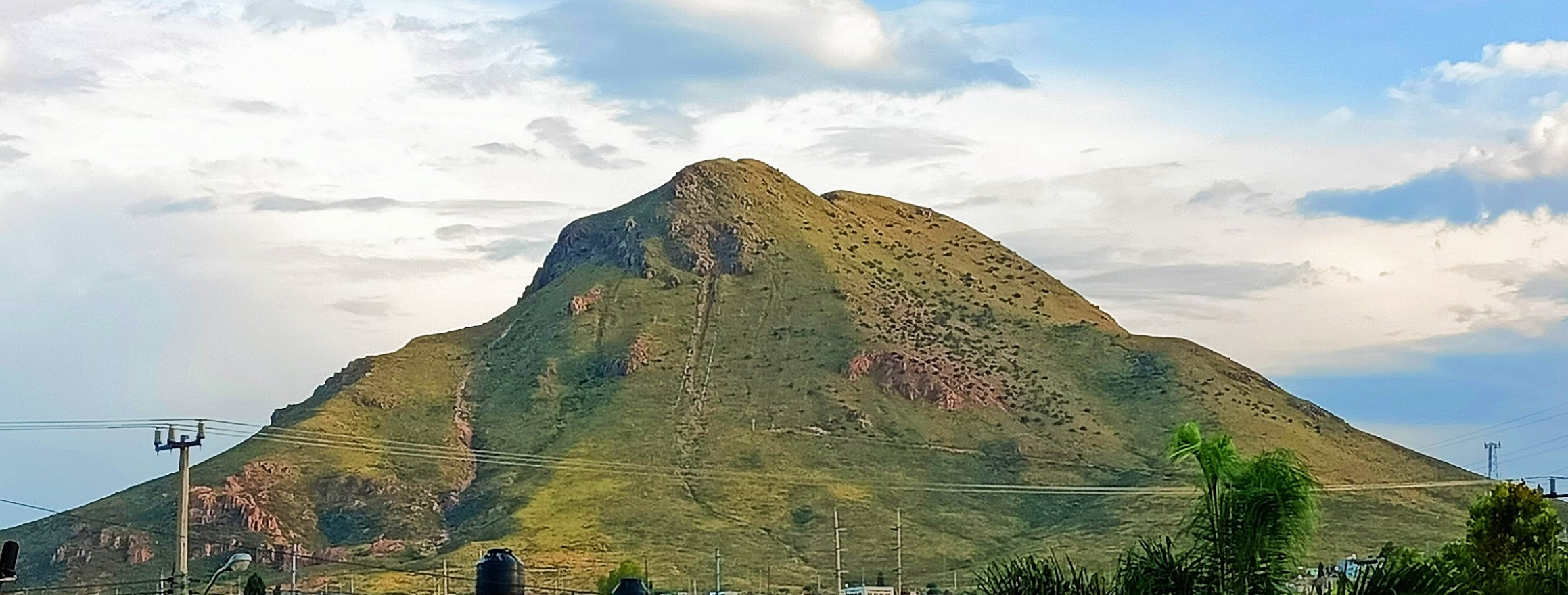
Cerro grande.

La ciudad presenta una forma irregular por encontrarse enclavada en un valle, su crecimiento se ha concentrado en la parte norte y este de la ciudad, lo que le da una característica forma de letra L.

### Orografía
La ciudad de Chihuahua se encuentra enclavada en un valle rodeada de las pequeñas serranías que recorren el municipio en dirección norte-sur, al oeste las serranías de Huerachi, Majalca, La Campana, El Nido, El Pajarito y la Sierra azul, al este Nombre de Dios, El Cobre, La Parrita y Ojo Laguna, por el suroeste las serranías de La Silla, El Charco, Mápula, y El Cerro grande. Al noreste de la ciudad se ubica el valle Tabalaopa-Aldama, bordeado por las sierras de Nombre de Dios al occidente, Peña Blanca y la Gloria al oriente. Su elevación varía en sentido este-oeste, en el aeropuerto Roberto Fierro es de 1348 m s. n. m., en el centro de la ciudad es de 1420 m s. n. m. y al oeste y norte alcanza los 1550 m s. n. m. sus principales elevaciones son el Cerro Grande con 1900 m s. n. m. y el Cerro Coronel 1650 m s. n. m. en el sur de la ciudad.

### Hidrografía
El territorio es atravesado por el Río Chuvíscar en sentido suroeste-noreste nace al oeste de la ciudad en la Sierra del Tambor es almacenado en las presas Chihuahua y Chuvíscar, la primera a tan solo 7km de la ciudad y la segunda ya dentro de la mancha urbana. El río Sacramento también cruza la ciudad por el este, en sentido norte-sur, confluye con el río Chuvíscar en la mancha urbana de la ciudad.
Varios arroyos que bajan de las serranías y alimentan el cauce de los ríos principales atraviesan la ciudad, los más importantes son el arroyo La Cantera, arroyo Chamizal, arroyo la Galera, arroyo Saucito, arroyo Mimbre, arroyo los Nogales, arroyo San Jorge, arroyo San Rafael, arroyo Plaza de Toros, arroyo La Manteca, arroyo El Rejón, arroyo Robinson y arroyo el Picacho. Pertenece a la vertiente del Golfo y aunque anteriormente estos ríos y arroyos llevaban agua todo el año, actualmente solo lo hacen durante la época de lluvias.

### Presas
En el municipio hay 4 presas de importancia, 3 dentro de los límites de la ciudad, estas son Chihuahua, Chuvíscar, El Rejón, y la presa San Marcos que se encuentra fuera del área metropolitana.

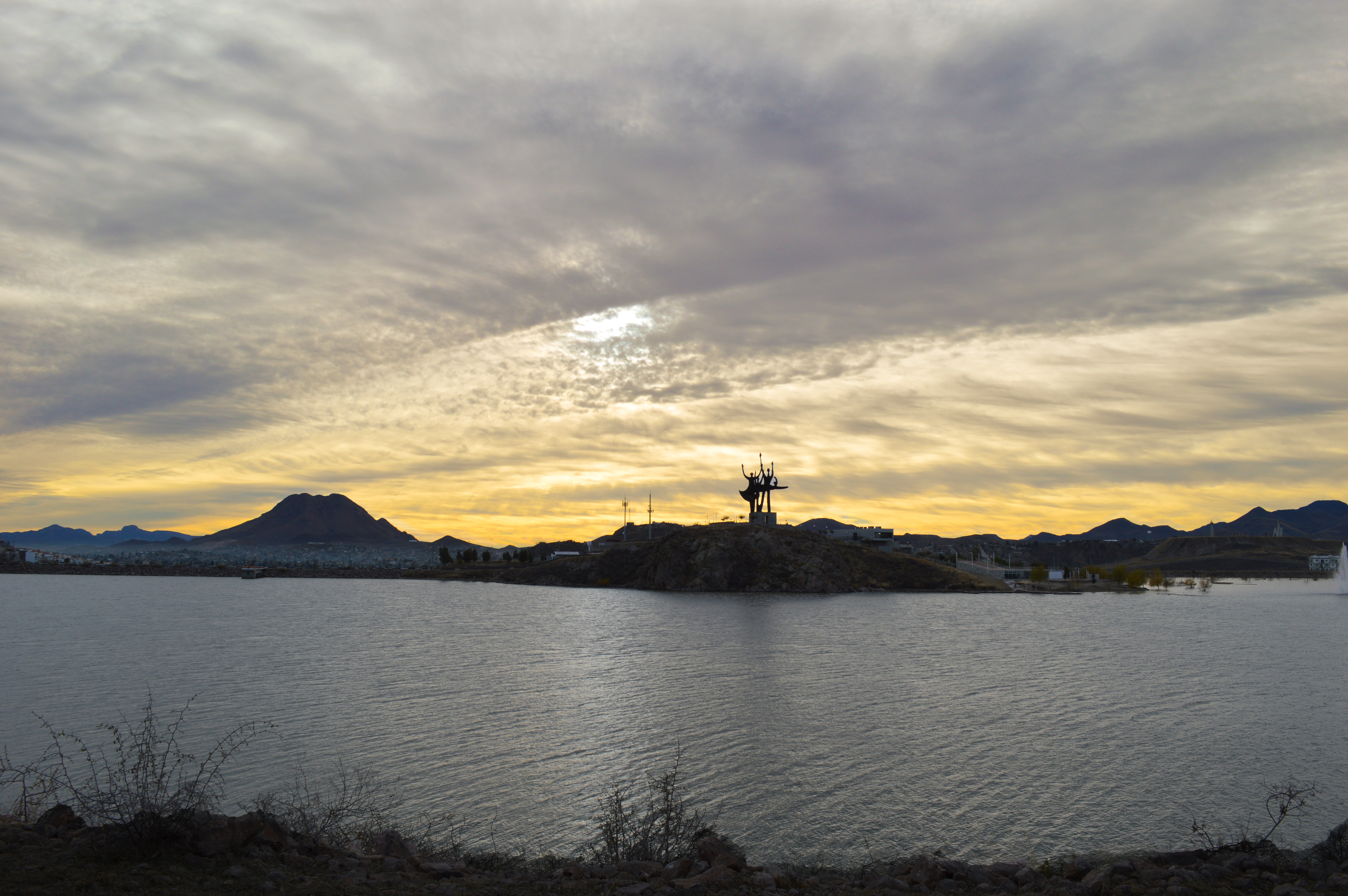
Presa el Rejón

La presa chihuahua se construyó en 1960 sobre el río Chuvíscar, abastece de agua a una pequeña parte de la ciudad, controla avenidas, y es de uso recreativo para la pesca. Su cortina tiene 35 metros de altura y 817 de largo, su capacidad útil es de 32 millones de metros cúbicos.
La presa el Rejón se construyó en 1965 sobre el río del mismo nombre para evitar avenidas, tiene su cortina una altura de 33 metros y 320 de largo, su capacidad útil es de 6,6 millones de metros cúbicos.
La presa Chuvíscar se construyó en 1910 para suministrar agua a la ciudad por medio de un acueducto y controlar avenidas su cortina de cantera es de las más bellas de México, tiene una altura de 22 metros, 280 de largo, su capacidad útil es de 2.1 millones de metros cúbicos pero el azolve cubre el 71% de esta.
En estas presas se pueden encontrar especies de pescados como mojarra, carpa, lobina y el chato.

## Clima
La ciudad se encuentra en la zona de transición entre la meseta y el desierto, en la parte oeste del desierto chihuahuense, tiene un clima seco, menos cálido que el resto del desierto debido a su altitud de 1500 m s. n. m. con inviernos frescos. La precipitación media anual es de alrededor de 400 mm, esparcidos principalmente en los meses del monzón que son julio, agosto y septiembre. La temperatura media anual varía entre 17 y 20 °C pero el clima es realmente extremo. En el año las temperaturas pueden descender normalmente hasta -7 °C o menos por los frentes fríos en invierno y tocar o subir de 38 °C en el verano.

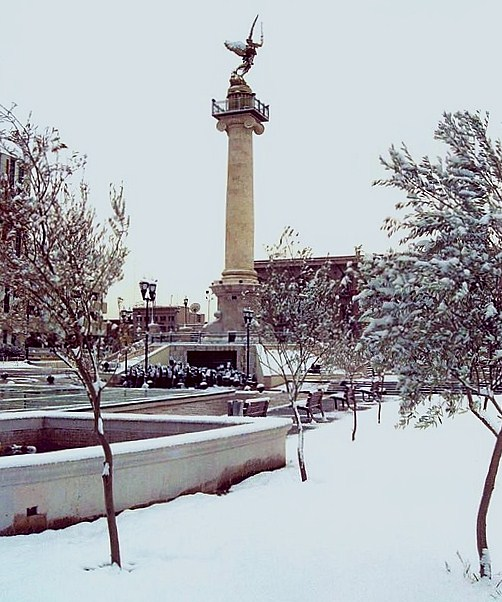
La ciudad de Chihuahua bajo la nieve.

El mes más frío es enero, cuando es habitual que en la noche se alcancen temperaturas bajo cero o cercanas al punto de congelación. La temperatura diurna varía bastante y supera los 23 °C si el tiempo está predominado por aire de origen subtropical o por el contrario mantenerse debajo  de 10 °C y por las noches caer hasta -10 °C si el aire predominante es de origen ártico.
Las nevadas son fenómenos que ocurren de forma esporádica, estadísticamente se tienen dos días con caída de nieve por año, sin embargo, puede haber años sin nieves y años en los que nieva en hasta cuatro o cinco ocasiones.

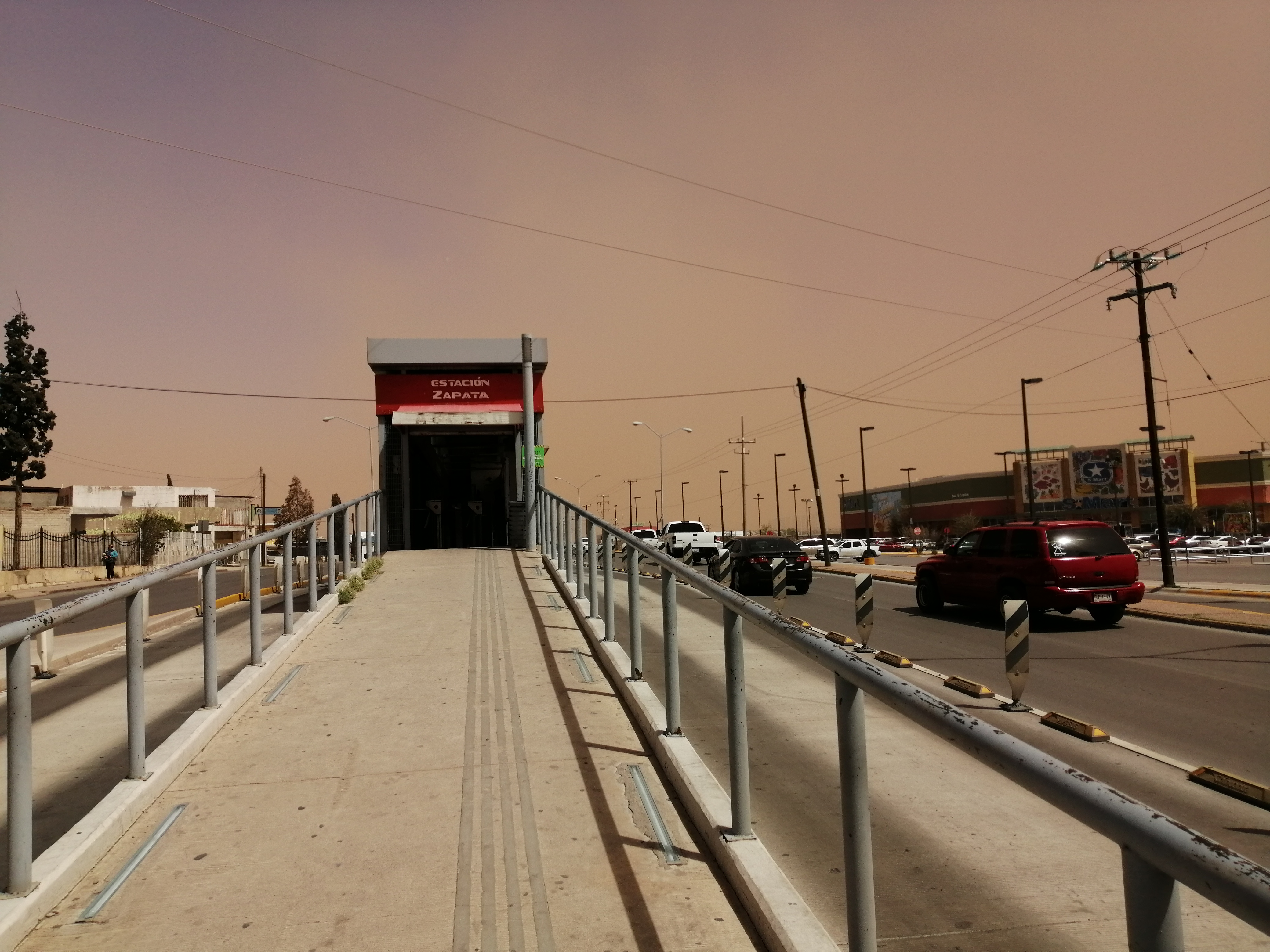
Tormenta de polvo producida por los fuertes vientos de un frente frío, durante un mes de Marzo.

Febrero y marzo siguen el mismo patrón que enero, pero poco a poco menos frío, la variación térmica estos meses es la mayor del año, las heladas por las noches siguen siendo comunes, mientras que las temperaturas diurnas comienzan a elevarse, las temperaturas diurnas pueden variar bastante, con tardes aún frescas (menos de 15 °C) cuando el aire es de origen polar aún existe la probabilidad de nieve. Por el contrario los días pueden también ser ligeramente calurosos (más de 25 °C) si el aire es de origen subtropical. El mes de marzo es el más seco en promedio, las temperaturas en ocasiones tocan los 30 °C uno o dos días a finales del mes. En esta época los frentes fríos que entran a la región generan fuertes vientos, y tolvaneras.
Abril tiene días calurosos, y noches aún frescas que pueden llegar a ser frías con la entrada de los últimos frentes fríos, que siguen generando fuertes vientos y tolvaneras, es uno de los meses más secos, sin embargo, en algunas ocasiones se ha registrado caída de nieve en este mes.
En mayo entran los últimos frentes fríos que pueden causar descensos bruscos de temperatura, aunque por lo general los días son muy calurosos. El mes más caliente es junio, donde fácilmente se promedian 35 °C en el día, pudiendo alcanzar hasta 38 °C, las temperaturas rara vez caen por debajo de 18 °C en las noches, si el monzón se adelanta, comienza a llover a finales de este mes.
Julio, agosto y septiembre, son la temporada de lluvias, generadas por el monzón de Norteamérica, con frecuentes tormentas al finalizar la tarde, debido al aire húmedo proveniente del Golfo de California y el Golfo de México, los días son cálidos, pero con valores ligeramente menos calurosos 28-33 °C debido a la presencia de las lluvias, y mínimas que pueden refrescar debido a las mismas tormentas 16-18 °C las granizadas, cuando ocurren suelen hacerlo en estos meses así como las tormentas eléctricas. En septiembre se da la entrada de los primeros frentes fríos, y con el una disminución paulatina de las temperaturas. Octubre es el último mes con temperaturas cálidas 26-30 °C, y también el comienzo del otoño, los frentes entran con mayor fuerza, provocando las primeras noches frías y en ocasiones las primeras heladas, el 8 y 9 de octubre del año 2000, un potente frente frío dejó caer aguanieve y nieve en algunas zonas de la ciudad, siendo la nevada más temprana en su historia. Noviembre es un mes frío en el que la temperatura depende del origen del aire predominante en la región: las heladas se tornan más frecuentes y las nevadas pueden ocurrir con mayor probabilidad a partir de este mes.
Finalmente diciembre es, al igual que enero uno de los meses más fríos, con heladas frecuentes y temperaturas diurnas que varían según el origen del aire predominante en la región (arriba de 23 °C si es subtropical o debajo de 0 °C si es ártico)
En resumen, hay unos 45 días de precipitación en promedio. En los meses de marzo y abril se dan fuertes vientos que originan tolvaneras y tormentas de arena. El Primer frente frío entra por lo regular en el mes de septiembre y los últimos se registran hasta el mes de mayo. En promedio unos 135 días al año se superan los 30 °C, de los cuales unos 34 superan los 35 °C, y de estos unos 6 días superan los 38 °C sobre todo en el mes de junio durante la canícula previa al monzón. Por otro lado hay un promedio de 112 días con heladas al año en el municipio, principalmente en la sierra de Majalca, sin embargo en la zona urbana el promedio es de 35 a 40 heladas por año.
En promedio hay 2 días con nevadas por año. Las nevadas pueden registrarse desde el mes de noviembre, sin embargo hay registros de aguanieve o nevadas tempranas en octubre, y tan tardías como marzo o abril.[cita requerida]
La nevada más copiosa que se ha registrado ocurrió en enero de 2007 cuando varias tormentas invernales azotaron la región, la más fuerte fue la del 24 y 25 de enero. El 1 de mayo de 2010 un frente frío cubrió la ciudad con una pulgada de nieve convirtiéndose en la nevada más tardía en su historia.
En febrero de 2011, una fuerte onda de frío ártico originó una gota fría e hizo descender la temperatura a −16 °C, en la ciudad y -18C en el aeropuerto con una sensación térmica de −26 °C, rompiendo el récord previo de −15 °C establecido en enero de 1949.
La temperatura más alta registrada desde que se tienen registros fue de 41.6 °C en 2000.
| Parámetros climáticos promedio de Chihuahua (promedios 1991-2020) | Parámetros climáticos promedio de Chihuahua (promedios 1991-2020) | Parámetros climáticos promedio de Chihuahua (promedios 1991-2020) | Parámetros climáticos promedio de Chihuahua (promedios 1991-2020) | Parámetros climáticos promedio de Chihuahua (promedios 1991-2020) | Parámetros climáticos promedio de Chihuahua (promedios 1991-2020) | Parámetros climáticos promedio de Chihuahua (promedios 1991-2020) | Parámetros climáticos promedio de Chihuahua (promedios 1991-2020) | Parámetros climáticos promedio de Chihuahua (promedios 1991-2020) | Parámetros climáticos promedio de Chihuahua (promedios 1991-2020) | Parámetros climáticos promedio de Chihuahua (promedios 1991-2020) | Parámetros climáticos promedio de Chihuahua (promedios 1991-2020) | Parámetros climáticos promedio de Chihuahua (promedios 1991-2020) | Parámetros climáticos promedio de Chihuahua (promedios 1991-2020) |
| Mes                                                               | Ene.                                                              | Feb.                                                              | Mar.                                                              | Abr.                                                              | May.                                                              | Jun.                                                              | Jul.                                                              | Ago.                                                              | Sep.                                                              | Oct.                                                              | Nov.                                                              | Dic.                                                              | Anual                                                             |
| ----------------------------------------------------------------- | ----------------------------------------------------------------- | ----------------------------------------------------------------- | ----------------------------------------------------------------- | ----------------------------------------------------------------- | ----------------------------------------------------------------- | ----------------------------------------------------------------- | ----------------------------------------------------------------- | ----------------------------------------------------------------- | ----------------------------------------------------------------- | ----------------------------------------------------------------- | ----------------------------------------------------------------- | ----------------------------------------------------------------- | ----------------------------------------------------------------- |
| Temp. máx. abs. (°C)                                              | 29.2                                                              | 32.0                                                              | 36.0                                                              | 39.0                                                              | 41.0                                                              | 41.2                                                              | 41.0                                                              | 40.0                                                              | 37.0                                                              | 35.0                                                              | 32.0                                                              | 30.0                                                              | 41.2                                                              |
| Temp. máx. media (°C)                                             | 18.3                                                              | 21.0                                                              | 24.7                                                              | 29.1                                                              | 33.0                                                              | 35.1                                                              | 32.9                                                              | 31.6                                                              | 29.6                                                              | 27.4                                                              | 22.3                                                              | 18.6                                                              | 27.1                                                              |
| Temp. media (°C)                                                  | 10.0                                                              | 12.4                                                              | 15.9                                                              | 20.1                                                              | 24.2                                                              | 27.5                                                              | 26.3                                                              | 25.1                                                              | 22.8                                                              | 19.5                                                              | 14.0                                                              | 10.4                                                              | 19.4                                                              |
| Temp. mín. media (°C)                                             | 1.7                                                               | 3.8                                                               | 7.1                                                               | 11.2                                                              | 15.5                                                              | 19.9                                                              | 19.7                                                              | 18.6                                                              | 16.0                                                              | 11.6                                                              | 5.6                                                               | 2.2                                                               | 11.1                                                              |
| Temp. mín. abs. (°C)                                              | −15.0                                                             | −18.0                                                             | −9.0                                                              | −3.0                                                              | 0.0                                                               | 9.4                                                               | 11.0                                                              | 10.5                                                              | 5.0                                                               | −3.0                                                              | −11.0                                                             | −12.0                                                             | −18.0                                                             |
| Precipitación total (mm)                                          | 5.5                                                               | 4.6                                                               | 5.5                                                               | 4                                                                 | 15.8                                                              | 33.7                                                              | 100.5                                                             | 122.9                                                             | 76.6                                                              | 21.4                                                              | 15.1                                                              | 7.2                                                               | 412.7                                                             |
| Días de lluvias (≥ 0.1 mm)                                        | 1.7                                                               | 1.2                                                               | 0.8                                                               | 0.9                                                               | 2.0                                                               | 4.6                                                               | 10.1                                                              | 10.6                                                              | 8.4                                                               | 2.9                                                               | 1.6                                                               | 1.5                                                               | 46.3                                                              |
| Días de nevadas (≥ 1 mm)                                          | 1.30                                                              | 0.18                                                              | 0.09                                                              | 0.09                                                              | 0.0                                                               | 0.0                                                               | 0.0                                                               | 0.0                                                               | 0.0                                                               | 0.0                                                               | 0.50                                                              | 1.88                                                              | 4.04                                                              |
| Horas de sol                                                      | 173.7                                                             | 205.0                                                             | 263.6                                                             | 282.8                                                             | 304.9                                                             | 299.5                                                             | 272.4                                                             | 248.7                                                             | 208.4                                                             | 201.1                                                             | 184.0                                                             | 166.8                                                             | 2680.9                                                            |
| Humedad relativa (%)                                              | 51                                                                | 42                                                                | 34                                                                | 29                                                                | 29                                                                | 36                                                                | 52                                                                | 57                                                                | 59                                                                | 52                                                                | 52                                                                | 52                                                                | 45                                                                |
| Fuente n.º 1: Servicio Meteorológico Nacional, NOAA               |                                                                   |                                                                   |                                                                   |                                                                   |                                                                   |                                                                   |                                                                   |                                                                   |                                                                   |                                                                   |                                                                   |                                                                   |                                                                   |
| Fuente n.º 2: Colegio de Postgraduados.                           |                                                                   |                                                                   |                                                                   |                                                                   |                                                                   |                                                                   |                                                                   |                                                                   |                                                                   |                                                                   |                                                                   |                                                                   |                                                                   |

### Recursos naturales y zonas de valor ambiental
El suministro de agua es el aspecto identificado como de mayor prioridad, actualmente la ciudad se abastece en un 99 % de agua subterránea, proveniente de 6 acuíferos distintos, 3 de los cuales se encuentran sobreexplotados. En lo que respecta a la Biodiversidad el desierto Chihuahuense cuenta con un alto nivel de endemismo y fragilidad, contabilizando alrededor de 433 especies, las cuales tienen un importante valor económico como especies forrajeras, medicinales, etc. La vegetación en la zona ocupada por la ciudad se ve dominada por asociaciones vegetales de pastizales naturales, matorral subinerme, pastizal inducido y matorral desértico.

## Infraestructura urbana

### Energía eléctrica
La ciudad se ve suministrada por la Planta Generadora Chihuahua II. Existe a la fecha una cobertura de 93.53%. Los sitios carentes de servicio se encuentran localizados en zonas de difícil acceso. La ciudad cuenta con 56,211 luminarias, de las cuales la mayoría cuenta con reloj astronómico. En cuanto a energías alternativas se ha estimado existe una alta disponibilidad de luz solar (4 kWh/m²), potencial que a la fecha se ve desaprovechado.

### Desechos urbanos
Se calcula existe una producción de desechos con un promedio de 500 toneladas por mes, para los cuales existe una flota de 107 vehículos recolectores que cubren eficazmente las demandas de la ciudad.

### Uso y reutilización del agua
El tratamiento de aguas residuales en la ciudad es casi total, sin embargo la capacidad de las Plantas Norte y Sur se encuentra próxima a alcanzar su límite en los años venideros. El agua pluvial por su parte se ve desaprovechada en un alto porcentaje, ya sea escurriendo fuera de la ciudad o evaporándose. La cobertura actual de agua potable y alcantarillado es de 96.3% y 92% respectivamente, sin embargo las fugas llegan a representar del 10 – 30% del volumen total. En lo que se refiere a las redes de agua recuperada existen alrededor de 143 km de red.

## Demografía y economía

### Población de la ciudad de Chihuahua 1900-2020
| Gráfica de evolución demográfica de Chihuahua entre 1900 y 2020                                             |
| |
| Población de los censos y conteos del Instituto Nacional de Estadística y Geografía (INEGI) de 1900 a 2020. |

Con una población de 925 762 habitantes, el área de la ciudad es de 882.89 km² y su población económicamente activa asciende a cerca de 398 000 personas, las cuales representa el 40.5 % de la población total. La Población Ocupada asciende a 330 701 personas, las cuales se encuentran distribuidas 
por sector de la siguiente manera: Primario (1.5 %), Secundario (34 %) y Terciario (64.3 %).
La ciudad de Chihuahua ha logrado un retroceso significativo en el desarrollo de su población. Según la FECHAC, el municipio de Chihuahua cuenta con un IDH de 0.806. En comparación con el año 2010 que contaba con un IDH de 0.940 estaba colocada y estaba entre los diez municipios con más alto desarrollo humano del país, y haciéndola la ciudad (que no forma parte de un área metropolitana mayor) con el índice de desarrollo humano más alto de México. A su vez, otro reporte también del UNDP sobre competitividad de las ciudades, coloca a Chihuahua como la segunda ciudad más competitiva del país solo por debajo de Monterrey y por encima de la Ciudad de México, y como la ciudad más competitiva de México en el ámbito social.

### PIB per cápita
El producto interno bruto (PIB) per cápita, el cual para el caso de la ciudad de Chihuahua asciende a 16,000 dólares, mientras el estatal es de 15500 dólares. Asimismo la contribución de la ciudad al PIB estatal es considerable

### Empleo y fuerza laboral
De acuerdo a la pirámide poblacional la ciudad de Chihuahua tiene desde ahora una demanda natural de diez mil plazas al año hasta 2018. De esta cifra el 77 % lo representan profesionales recién egresados. De los 7744 egresados de carreras profesionales y de educación técnica media y superior el 53 % corresponden Licenciatura, 31 % a Técnicos y 16 % a Ingeniería.

### Zonas industriales
Principalmente de fábricas llamadas maquiladoras, que emplean a millares de personas. Los parques industriales de la ciudad están agrupados en 9 conjuntos: Parque Industrial Las Américas, Complejo Industrial Chihuahua, Parque Industrial El Saucito, Parque Industrial Supra, Parque industrial Impulso, Zona industrial Nombre de Dios, Parque Industrial Intermex-Aeropuerto, Colonia Industrial, el Complejo Industrial en la salida a Cuahutémoc y el complejo industrial Chihuahua Sur.
Las maquiladoras que dominan en la Ciudad Principalmente son la Ford Company Motors Chihuahua ya que esta es de las sucursales industriales de Ford Más grandes del mundo, expandiéndose treinta hectáreas más en 2018. Otra, es la empresa industrial, Jabil que emplea a personas de norte y sur de la Ciudad. Coca-Cola es otra de las corporaciones que da empleo. Entre otras maquiladoras que dominan económicamente en la Ciudad.
Esta industria requiere a profesionales, tanto para la fabricación como para gerencia; este entrenamiento es proporcionado por la Universidad Autónoma de Chihuahua (1952), el Instituto Tecnológico de Chihuahua (1948), la Universidad Politécnica de Chihuahua (2008), el Instituto Tecnológico de Chihuahua II (1987) y la Universidad Tecnológica de Chihuahua (1999). También hay varias universidades privadas, entre las cuales están el Instituto Tecnológico y de Estudios Superiores de Monterrey ITESM, la Universidad La Salle, La universidad del valle de México (UVM), Universidad del Desarrollo Profesional (UNIDEP), Universidad Regional del Norte (URN), la Universidad de Estudios Avanzados (UNEA), entre otras.

### Zonas comerciales
El sector comercial de la ciudad ha sido estimulado por el crecimiento de la clase media. Los sueldos de los gerentes y empleados técnicos, proveen un flujo de fondos distinto al de la mayoría de las ciudades mexicanas, donde plazas comerciales de características internacionales dan servicios cosmopolitas a los habitantes.
La ciudad puede dividirse claramente en dos sectores, Norte y Sur, los cuales parten del Río Chuvíscar hacia ambas latitudes, siendo el lado Norte el que ha presentado mayor crecimiento tanto poblacional como de desarrollo comercial e industrial, una nueva zona de expansión demográfica y económica está siendo enfocada hacia el oriente de la ciudad cerca del Aeropuerto Internacional General Roberto Fierro Villalobos y el municipio de Aldama, Chihuahua.
La ciudad de Chihuahua es una de las ciudades con mayor nivel de inversión y con mejor nivel de vida en México.
- Ubicación geográfica estratégica.

- Infraestructura urbana de clase mundial.

- Experiencia probada en la industria nacional e internacional de más de treinta años.

- Alta calidad en la fuerza de trabajo y en el nivel de vida reconocida por organismos internacionales.

- Alta disponibilidad y calidad de recursos humanos.

- Presenta uno de los niveles más altos de calidad de vida en el país.

- Amplia disponibilidad de servicios logísticos, legales y recursos humanos que facilitan el inicio de las operaciones.

## Transporte

### Aeropuerto
Se cuenta con el Aeropuerto Internacional General Roberto Fierro Villalobos (código IATA: CUU), con una superficie de 921.43.1ha  con 3 pistas para despegue y aterrizaje, la más grande mide 2600 metros de largo, las otras dos 2400 y 1100 metros. Este aeropuerto tiene una capacidad de atender 40 operaciones por hora de carácter nacional e internacional, actualmente sus vuelos nacionales son a: Monterrey, Ciudad de México, Ciudad Juárez, Mazatlán, Guadalajara, Cancún, Mérida, Querétaro, Puerto Vallarta, Tijuana y en julio de 2020 a San José del Cabo. Los vuelos internacionales son a ciudades importantes y cercanas de Estados Unidos como: Houston, Dallas, Denver y Phoenix. Anteriormente el aeropuerto contaba con vuelo a Albuquerque esto en 2019 y a La Habana en el año 2017. Se habla de que agreguen vuelos ciudades un poco más lejanas al este y oeste de Estados Unidos para atraer más turismo al estado y a la ciudad de Chihuahua.

### Ferrocarril
La ciudad es también el punto inicial del Ferrocarril Chihuahua al Pacífico, el cual fue galardonado como una de las 13 maravillas de México hechas por el hombre. Dicho ferrocarril, también llamado El Chepe (por sus siglas Ch-P) enlaza la ciudad de Chihuahua, Chihuahua, con la ciudad de Los Mochis, Sinaloa, pasando en su trayecto por la Sierra Tarahumara, cadena montañosa que forma parte de la Sierra Madre Occidental. Este recorrido es reconocido por ser uno de los recorridos en tren más bellos del mundo, y gracias a esto, atrae turistas de los cinco continentes. Actualmente el servicio de El Chepe es administrado por Grupo Ferromex, que le han dado un enfoque de https://chepe.mx/ casi por completo, lo que hace de este tren uno de los últimos que aún transporta pasajeros en México.

### Transporte urbano

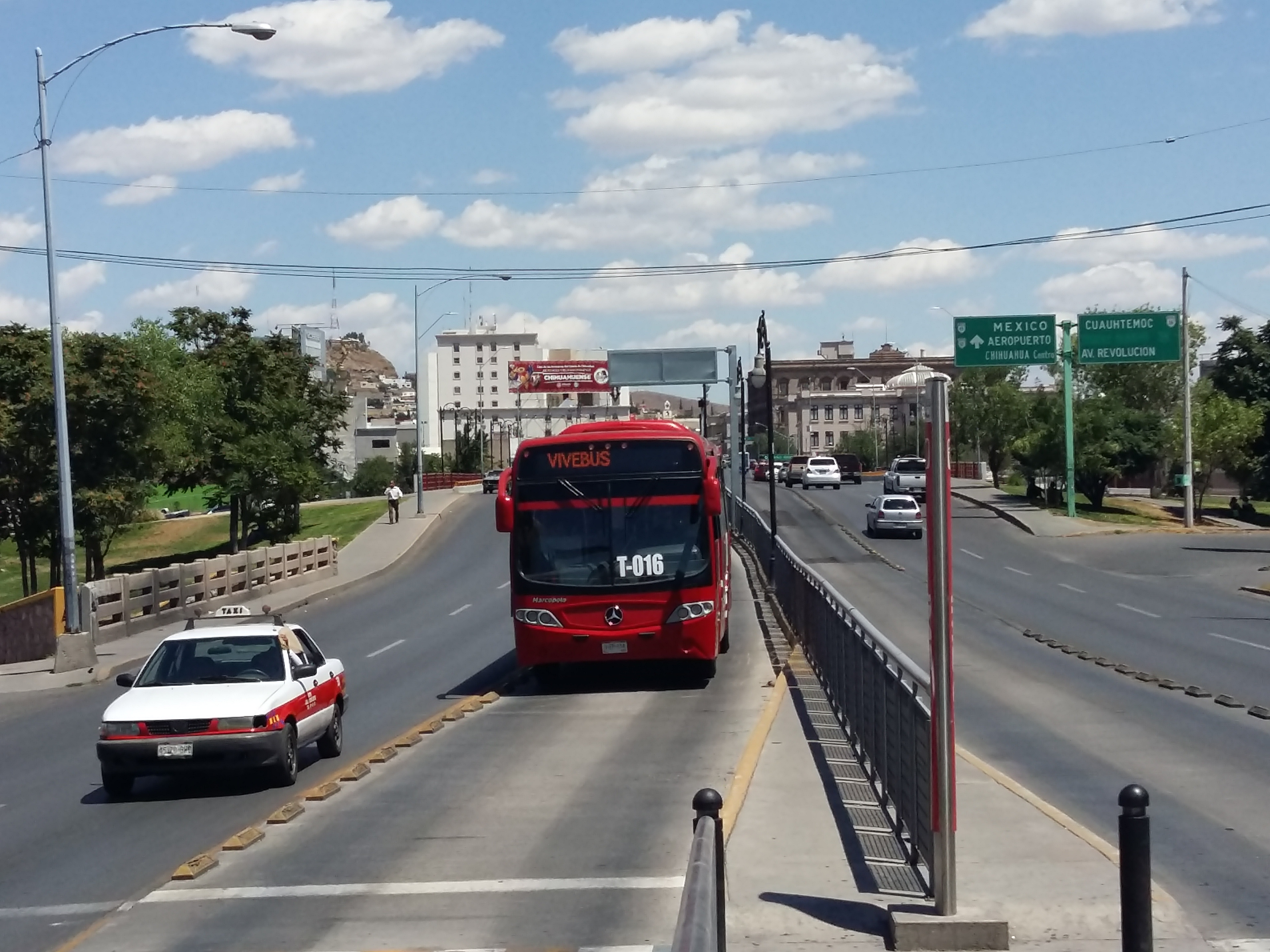
Autobús parte de la flotilla de Bowí, en Chihuahua.

La ciudad cuenta con un sistema de autobús de tránsito rápido (Bus Rapid Transit) llamado Transporte Ecológico Bowí, que tiene hasta el momento una ruta troncal que recorre la ciudad de norte a sur, contando con 44 estaciones y 2 terminales (Sur y Norte). Su planificación, control y administración estuvo a cargo de la empresa Coordinadora de Transporte Colectivo (CTC).
Además, existen diversas rutas de autobús urbano alimentadoras y auxiliares que cubren toda la mancha urbana.

## Medios de comunicación

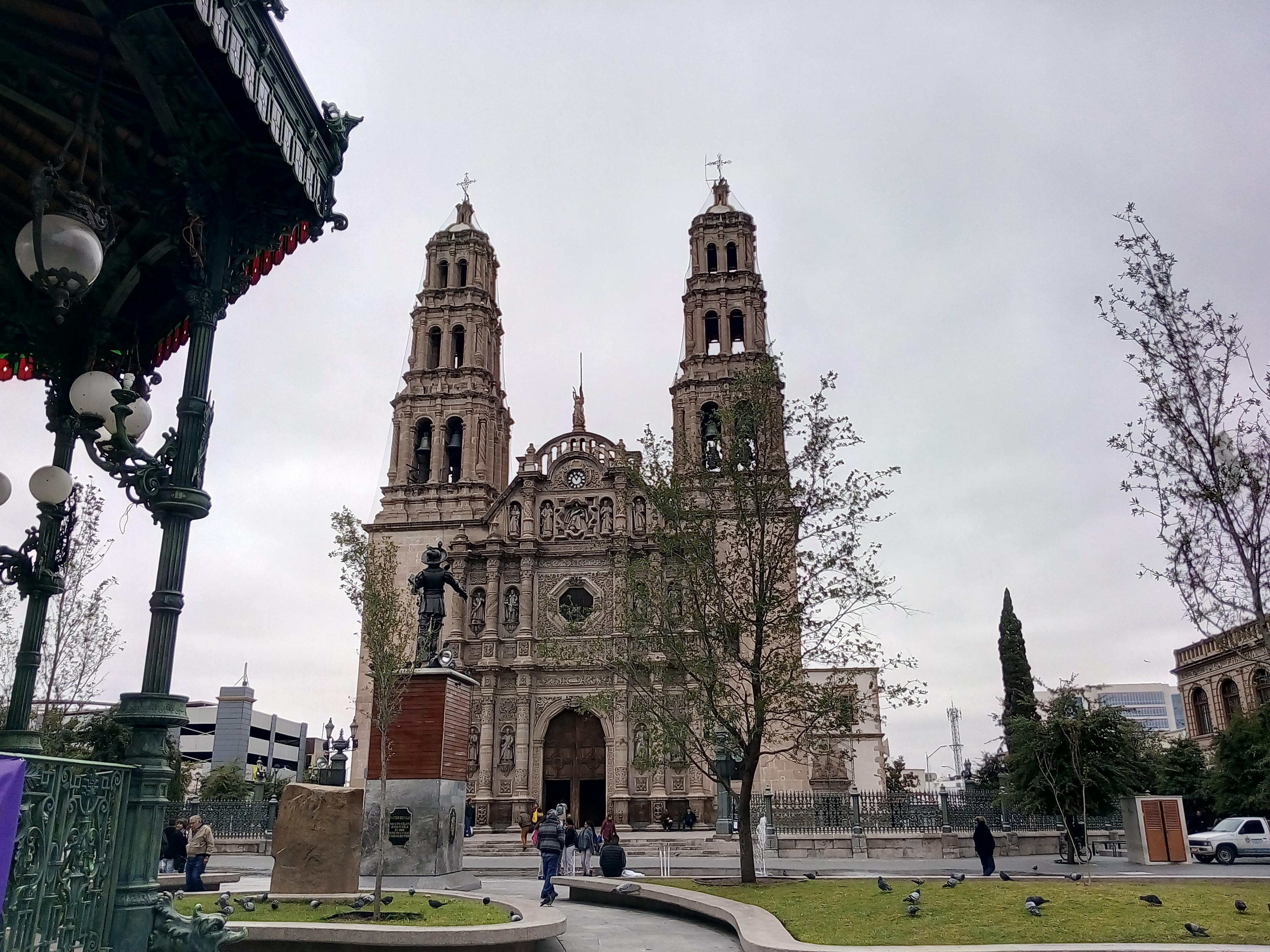

### Internet
Internet fijo privado:
- Infinitum de Telmex.
- Izzi Telecom.
- Totalplay Telecomunicaciones.
- Megacable Comunicaciones.

Internet móvil privado:
- AT&T.
- Bait
- Movistar.
- Telcel.

### Canales de televisión local
| Estación   | TDT | Subcanal                    | Grupo televisivo / Dependencia                       |
| ---------- | --- | --------------------------- | ---------------------------------------------------- |
| XHIT-TDT   | 23  | 1.1 HD - Azteca Uno         | TV Azteca                                            |
| XHIT-TDT   | 23  | 1.2 SD - ADN 40             | TV Azteca                                            |
| XHCH-TDT   | 22  | 1.3 HD - Azteca Uno -1 hora | TV Azteca                                            |
| XHFI-TDT   | 26  | 2.1 HD - Las Estrellas      | Televisa                                             |
| XHFI-TDT   | 26  | 2.2 SD - N+ Foro            | Televisa                                             |
| XHCTCH-TDT | 29  | 3.1 HD - Imagen Televisión  | Grupo Imagen                                         |
| XHCTCH-TDT | 29  | 3.3 SD - Maussan Televisión | Grupo T3rcer Milenio                                 |
| XHCTCH-TDT | 29  | 3.4 SD - Excélsior TV       | Grupo Imagen                                         |
| XHCHZ-TDT  | 24  | 5.1 HD - Canal 5            | Televisa                                             |
| XHAUC-TDT  | 32  | 6.1 HD - Canal 6            | Grupo Multimedios                                    |
| XHECH-TDT  | 21  | 7.1 HD - Azteca 7           | TV Azteca Chihuahua                                  |
| XHECH-TDT  | 21  | 7.2 SD - a+                 | TV Azteca Chihuahua                                  |
| XHCHZ-TDT  | 24  | 9.1 HD - NU9VE              | Televisa                                             |
| XHCHI-TDT  | 25  | 11.1 HD - Canal Once        | Instituto Politécnico Nacional                       |
| XHCHI-TDT  | 25  | 11.2 SD - Once Niños        | Instituto Politécnico Nacional                       |
| XHCPAU-TDT | 8   | 14.1 HD - Canal Catorce     | Sistema Público de Radiodifusión del Estado Mexicano |
| XHCPAU-TDT | 8   | 14.2 SD - TV Migrante       | Sistema Público de Radiodifusión del Estado Mexicano |
| XHABC-TDT  | 34  | 28.1 HD - Canal 28          | Sistema Chihuahuense de Televisión, A.C.             |
| XHABC-TDT  | 34  | 28.2 SD - Canal 28.2        | Sistema Chihuahuense de Televisión, A.C.             |
| XHICCH-TDT | 30  | 44.1 HD - Canal 44          | Grupo Intermedia                                     |
| XHICCH-TDT | 30  | 44.2 SD - Canal 44 -2 Horas | Grupo Intermedia                                     |
| XHICCH-TDT | 30  | 44.3 SD - Heraldo TV        | Grupo Intermedia                                     |

### Televisión restringida y privada
La capital del estado cuenta con televisión por cable con el nombre de Izzi Telecom, que ofrece servicio de triple play Digital y High Definition (HD) junto a Totalplay Telecomunicaciones que ofrece IPTV vía fibra óptica además de los sistemas de televisión satelital SKY, VeTV, Dish México y Star TV México.

### Estaciones de radio
Amplitud modulada
| Frecuencia kHz | Estación  | Nombre          | Grupo radiofónico / Dependencia |
| -------------- | --------- | --------------- | ------------------------------- |
| 580            | XEFI-AM   | Fiesta Mexicana | Grupo Radiorama                 |
| 880            | XECHEP-AM | Acustik Radio   | Grupo Acustik                   |
| 950            | XEFA-AM   | La Poderosa     | Grupo Radiorama                 |

Frecuencia modulada
| Frecuencia MHz | Estación  | Nombre                     | Grupo radiofónico / Dependencia                      |
| -------------- | --------- | -------------------------- | ---------------------------------------------------- |
| 88.1           | XHCPDB-FM | Radio Universidad 88.1 FM  | Universidad Autónoma de Chihuahua                    |
| 88.5           | XHDI-FM   | @FM                        | Grupo Radiorama                                      |
| 89.3           | XHFA-FM   | La Poderosa                | Grupo Radiorama                                      |
| 90.1           | XHUA-FM   | Love FM                    | Grupo Radiorama                                      |
| 90.9           | XHAHC-FM  | La Caliente 90.9 FM        | Multimedios Radio                                    |
| 91.7           | XHBU-FM   | La Norteñita 91.7 FM       | MegaRadio México                                     |
| 92.5           | XHEFO-FM  | Super                      | Grupo Radiorama                                      |
| 93.3           | XHBW-FM   | Magia Digital 93.3 FM      | MegaRadio México                                     |
| 94.1           | XHHES-FM  | Estéreo Vida               | Grupo Radiorama / Grupo BM Radio                     |
| 94.9           | XHCHH-FM  | D95                        | Multimedios Radio                                    |
| 95.7           | XHQD-FM   | Switch 95.7 FM             | MegaRadio México                                     |
| 96.1           | XHCPEP-FM | Altavoz Radio              | Sistema Público de Radiodifusión del Estado Mexicano |
| 96.5           | XHFI-FM   | Fiesta Mexicana            | Grupo Radiorama                                      |
| 97.3           | XHCHI-FM  | Imagen Radio 97.3 FM       | Grupo Imagen                                         |
| 99.3           | XHRPC-FM  | La Bestia Grupera          | Grupo Radiorama                                      |
| 100.3          | •         | La Voz FM                  | Iglesia Jeruel                                       |
| 100.9          | XHLO-FM   | Exa 100.9 FM               | Sistema Radio Lobo / MVS Radio                       |
| 101.7          | XHV-FM    | Radio Fórmula Chihuahua    | Grupo Fórmula                                        |
| 102.5          | XHES-FM   | Antena 102.5 FM            | GRD Multimedia                                       |
| 103.7          | XHHEM-FM  | Hits 103.7 FM              | Multimedios Radio                                    |
| 104.5          | XHCHA-FM  | La Lupe 104.5 FM           | Multimedios Radio                                    |
| 105.3          | XHRU-FM   | Radio Universidad 105.3 FM | Universidad Autónoma de Chihuahua                    |
| 106.1          | XHSU-FM   | El Lobo 106.1              | Sistema Radio Lobo                                   |
| 107.7          | •         | Palabra Viva Radio         | Iglesia Palabra Viva                                 |

ND: No disponible

### Diarios de la ciudad
- El Diario de Chihuahua.
- El Heraldo de Chihuahua de Organización Editorial Mexicana.
- El Peso.

## Gastronomía
En la actividad de la ciudad, se percibe la influencia de varias culturas; esto se refleja en su gastronomía, que va desde las cadenas internacionales de comidas rápidas, pasando por la comida china y sus bufets, hasta llegar a saborear cocina norteña, como la carne seca, tortillas de harina, pan de elote, los chacales, lentejas, la tradicional capirotada, el chile con queso, la discada, el chile pasado con carne, la sopa de papa con queso, el entomatado de puerco, las tradicionales quesadillas con queso 100 % menonita, los platillos elaborados con chile chilaca o chile verde son muy típicos en esta región, el borrego cocido en horno, las chapeteadas de manzana, los platillos mestizos, de los cuales el más famoso es el Burrito que gastronómicamente es un orgullo 100 % chihuahuense. Algo muy tradicional de la ciudad de Chihuahua también es la elaboración de carnes asadas en festejos o domingos.
El sotol es considerada la bebida tradicional del estado, por encima del tesgüino, que es la bebida tradicional de los indígenas de la región (tarahumaras).

## Turismo

### Museos
Museos de arte

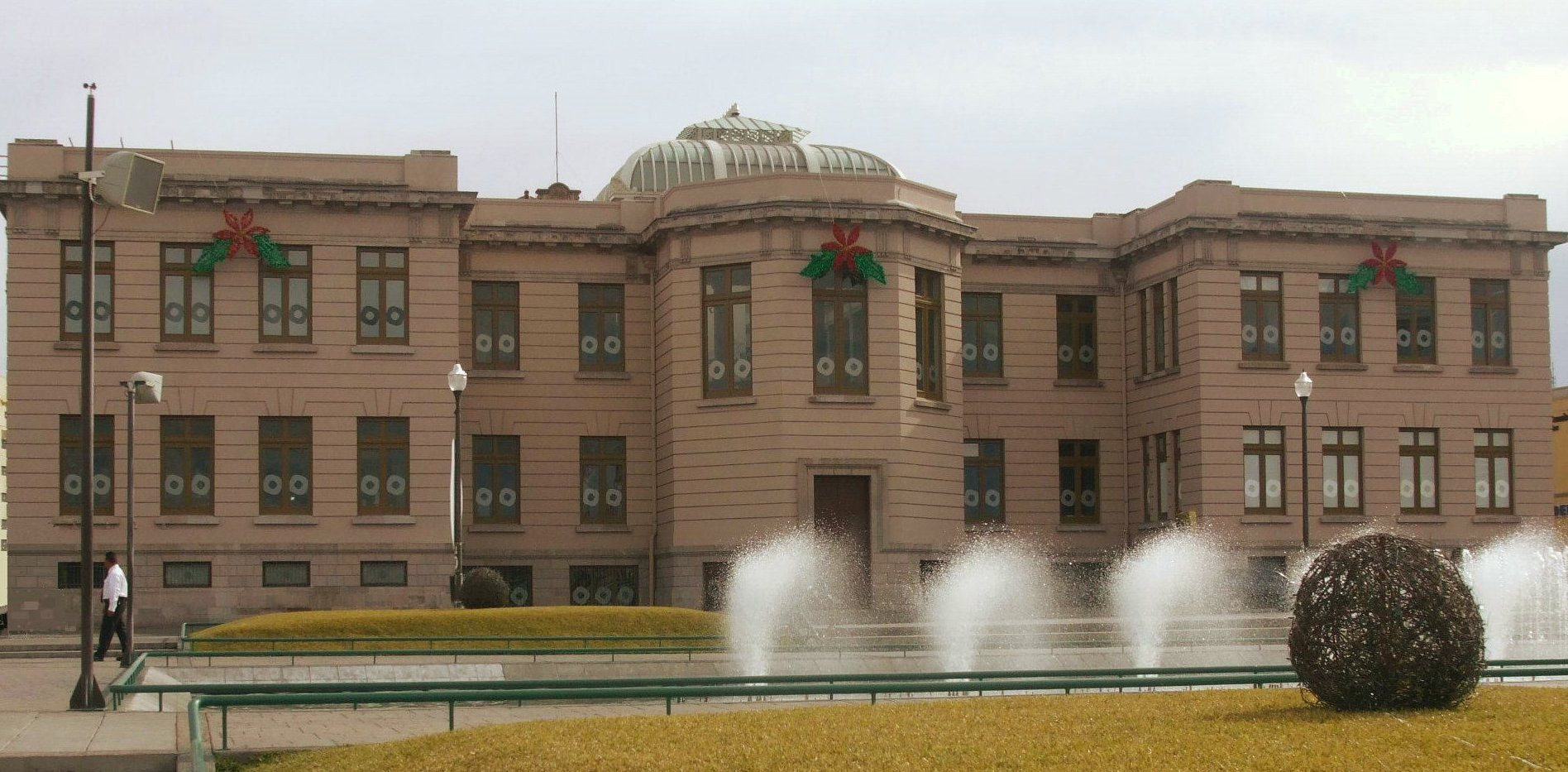
Museo Casa Chihuahua, antes Palacio Federal.

- Museo Chihuahuense de Arte Contemporáneo Casa Redonda. Espacio cultural de arte contemporáneo, cuenta con salas de exposiciones permanentes y temporales.

- Casa Siglo XIX (Museo Sebastián). Alberga en sus instalaciones al Museo Sebastián, cuyas tres salas se destinan a promover y difundir la cultura mediante diversas exposiciones permanentes y temporales.

- Poliforum Cultural Universitario. Aloja destacados ejemplos del trabajo de diversos artistas plásticos de trascendencia internacional.

- Museo de arte sacro. Ubicado en el sótano de la Catedral de Chihuahua, Exhibe obras de célebres pintores del siglo XVIII, tales como Miguel Cabrera, José de Alcíbar, José de Páez y Juan Rodríguez Juárez, entre otros.

Museos de ciencia y tecnología
- Museo Centro Semilla. Este centro cultural brinda un espacio de participación y encuentro entre la sociedad y la ciencia, en un ambiente de reflexión, entendimiento y convivencia provocando el desarrollo del intelecto a través del juego, la experimentación y el diálogo.

Museos de historia
- Museo de la Revolución Mexicana (Casa de Villa). Ubicado en la casa en que vivió el general Francisco Villa junto a su esposa Luz Corral de Villa. El museo alberga documentos, armas, fotografías, mobiliario y muchos otros objetos relacionados con la época de la revolución.

- Museo de la Lealtad Republicana (Casa de Juárez) Se ubica en una antigua casona que alojó al Poder Ejecutivo Federal y al presidente Benito Juárez de 1864 a 1866. Cuenta con salas permanentes de exhibición, biblioteca, videoteca, sala audiovisual y sala para exposiciones temporales.

- Museo Hidalgo y Galería de Armas. Ubicado en el Palacio de Gobierno. Museo diseñado para rendir homenaje al Padre de la Patria, Miguel Hidalgo y Costilla. En la Galería de Armas se exhibe una amplia colección de armas que fueron utilizadas durante la época de la Independencia de México.

Museos generalizados
- Casa Chihuahua Centro de Patrimonio Cultural. Espacio orientado hacia la conservación y difusión del patrimonio histórico, arqueológico, etnográfico, artístico y natural del estado de Chihuahua. Brinda a su público una amplia gama de ofertas culturales como exposiciones permanentes y temporales, actividades artísticas, académicas y culturales, y librería. Las exposiciones permanentes incluyen el museo de sitio y el Calabozo de Hidalgo, así como la muestra de patrimonio cultural del estado de Chihuahua. Originalmente fue el Colegio Jesuita de Nuestra Señora de Loreto, luego Hospital Real Militar (ahí fueron encarcelados y ejecutados los primeros caudillos insurgentes - Miguel Hidalgo, Ignacio Allende, Mariano Jiménez y Juan Aldama, entre otros), Casa de Moneda y Palacio Federal.

- Museo Universitario Quinta Gameros. Alojado en la Quinta Gameros, antigua casona considerada como el exponente más importante de arquitectura Art Nouveau en México.

- Museo de la Presidencia Municipal (Centro de Desarrollo Cultural). Se maneja a través de exposiciones temporales, las cuales se cambian cada dos meses. Desde su inauguración en noviembre de 2012 ha albergado colecciones de talla internacional como la obra de Dalí sobre la Divina Comedia, de artistas locales de proyección internacional como Luis Y. Aragón, así como otras colecciones de arte objeto que tienen que ver con la cultura chihuahuense.  Está ubicado entre las calles Libertad e Independencia (planta baja de la Presidencia Municipal) y tiene un horario de martes a sábado de 9:00 a 13:00 y de 15:00 a 19:00 h

Museos comunitarios
- Museo Tarike. Este recinto tiene como objetivo difundir la historia de la ciudad de Chihuahua. Contiene fotografías, documentos, objetos históricos y ambientaciones que representan la historia de la Ciudad en sus diferentes etapas.

- Museo del Cactus y plantas crasas Conchita Rangel. Este espacio alberga una gran colección de plantas pertenecientes a climas áridos y semiáridos, fue abierto al público por su fundadora Conchita Rangel para generar una apreciación por este tipo de plantas que son nativas de la región.

### Festividades locales
Anteriormente se tenían dos ferias anuales las cuales se celebraban en los meses de mayo: Feria de Santa Rita (Patrona de la ciudad y del estado), y en octubre la llamada EXPOGAN (Exposición ganadera, en la cual se realiza la exposición y comercialización de productos para ganado así como el propio ganado). Desde 2013 se tomó la decisión de unir ambas festividades, naciendo así la Feria Internacional Santa Rita/Expogan, celebrándose en el mes de mayo ambas, para las cuales se construyeron nuevas instalaciones en la antigua planta fundidora de Ávalos, al sur de la ciudad.
A partir del 2005, el Ayuntamiento de la ciudad realiza anualmente el Festival Internacional de la Ciudad de Chihuahua en octubre, el cual es de carácter cultural; también se realiza el Festival del Globo; un espectáculo de globos aerostáticos que en su mayoría llegan a la ciudad provenientes del sur de los Estados Unidos para decorar el cielo chihuahuense en el mes de noviembre reuniendo pilotos de México, Estados Unidos, Gran Bretaña y Canadá, creando un espectáculo visual maravilloso en el cielo.
Otro festival es la feria del hueso celebrada el Día de los Difuntos en los panteones municipales y de Dolores. En esta fecha del año se vende el 70% de las flores, para los difuntos.

### Lugares de interés

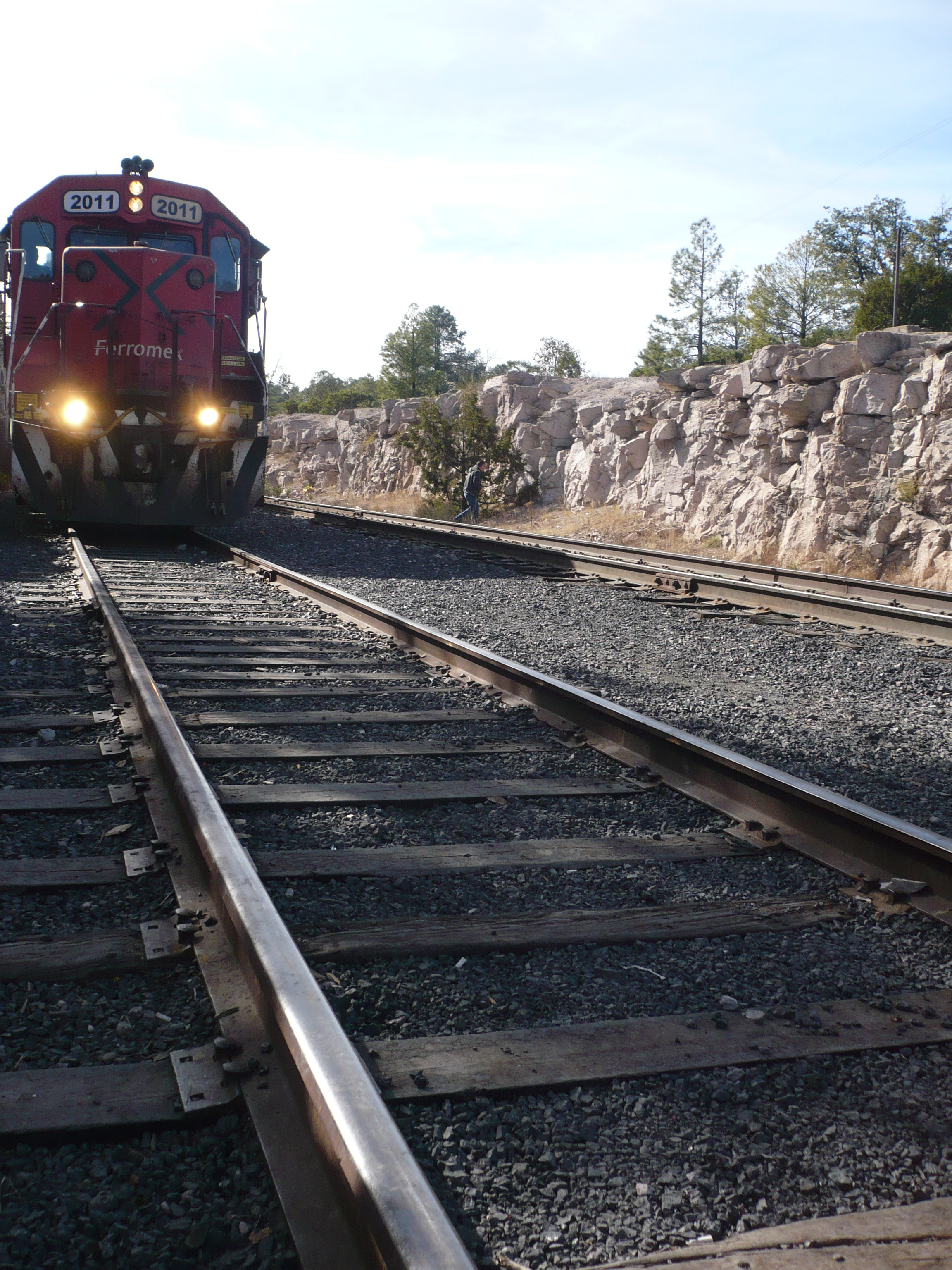
Chepe, Chihuahua.

- Centro Cultural Quinta Carolina: antigua residencia del gobernador Luis Terrazas, centro industrial minero y ganadero, típica hacienda de principios del siglo XX. Cuenta con 1500m2 de construcción donde se realizan actividades culturales.

- Grutas Chihuahua-Nombre de Dios: ubicadas al norte de la ciudad, espectaculares formaciones de estalactitas y estalagmitas que la naturaleza ha ido formando a lo largo de millones de años, el recorrido toma poco más de 1 hora y cuenta a sus alrededores con todos los servicios básicos, se puede acceder a ellas por la vialidad Sacramento.

- Parque Nacional Cumbres de Majalca: serranía al noroeste de la ciudad dentro del municipio vecino de Rivapalacio, se toma la carretera panamericana rumbo a Ciudad Juárez y en el kilómetro 30 se gira hacia el oeste hasta internarse 30km. Majalca es un parque nacional, su atractivo principal son sus bosques de encinos y pino. En época invernal está cubierto de nieve. Se encuentra ubicado a 2300 m s. n. m.

- Los Llorones: al suroeste de la ciudad por la salida a Cuauhtémoc se encuentran Los Llorones, un área de recreación familiar cubierta por sauces llorones, de ahí su nombre, por la zona pasa el cauce del Río Chuvíscar justo antes de ser embalsado en la presa del mismo nombre.

- Presa Chihuahua: por la carretera a Cuauhtémoc a tan solo 7km de la ciudad se encuentra este embalse que proporciona parte del agua que se consume en la ciudad, ideal para días de campo y días de pesca. La presa Chihuahua ofrece un paisaje atractivo en un ambiente completamente familiar.

- Centro histórico: el centro histórico de la ciudad alberga algunas edificaciones de las más bellas de México, como la Catedral de Chihuahua, el Palacio de Gobierno de Chihuahua, el Palacio federal que fue sede de los poderes de la Unión. Hay también una gran cantidad de museos, parques, iglesias (templo de san Francisco, Santa Rita, templo de la Sagrada Familia) tiendas de recuerdos y artesanías, restaurantes, y edificios coloniales de espectacular belleza. El centro es un área totalmente peatonal, también se encuentra la Plaza mayor.

- Plaza de armas: La plaza de Armas se ubica en el centro histórico, actualmente es un centro de reunión poblacional importante, reconocido por sus ciudadanos por la capacidad peatonal de la zona, permite disfrutar de espacios verdes, actividades culturales, entre otras actividades.

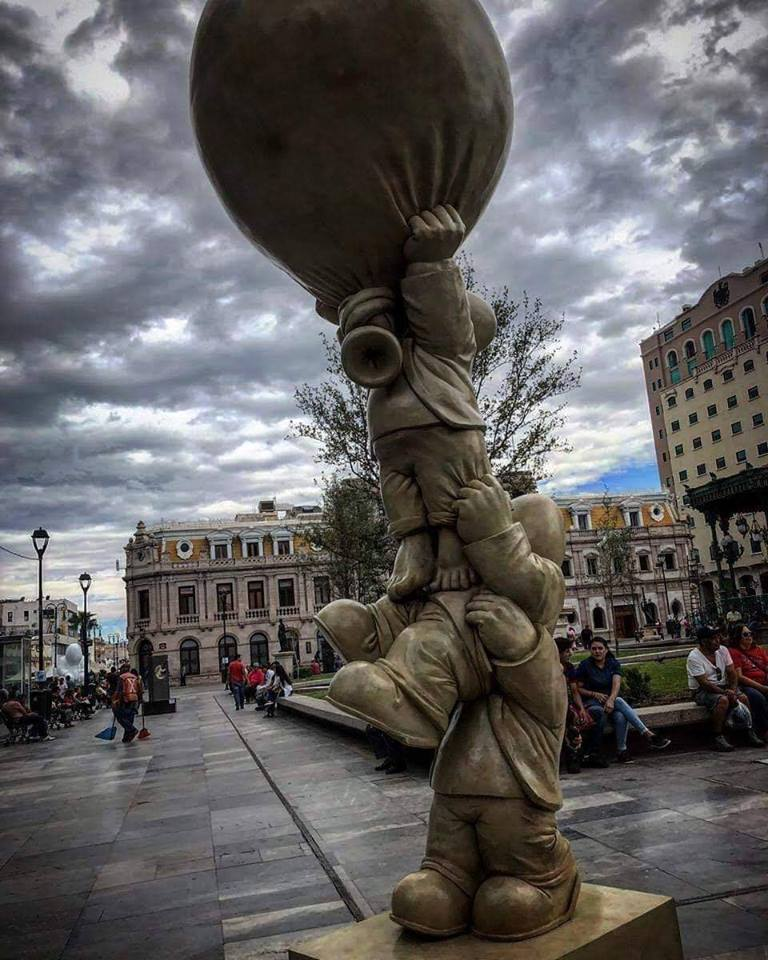
Exposición Timoteo en Plaza de Armas

- Plaza Mayor: la macroplaza, o Plaza del ángel, es una gran explanada en la cual se encuentra en el centro sobre un gran pedestal de cantera la estatua de un ángel denominado Ángel de la libertad, la plaza rodeada de diferentes parques tiene otras esculturas que la hacen un sitio de interés muy concurrido en la ciudad, se encuentra a tan solo unas pocas cuadras de la catedral, la calle libertad y las fuentes danzarinas. A su costado se levanta el templo de San Francisco, uno de los 7 templos originales de la ciudad y uno de los más antiguos.

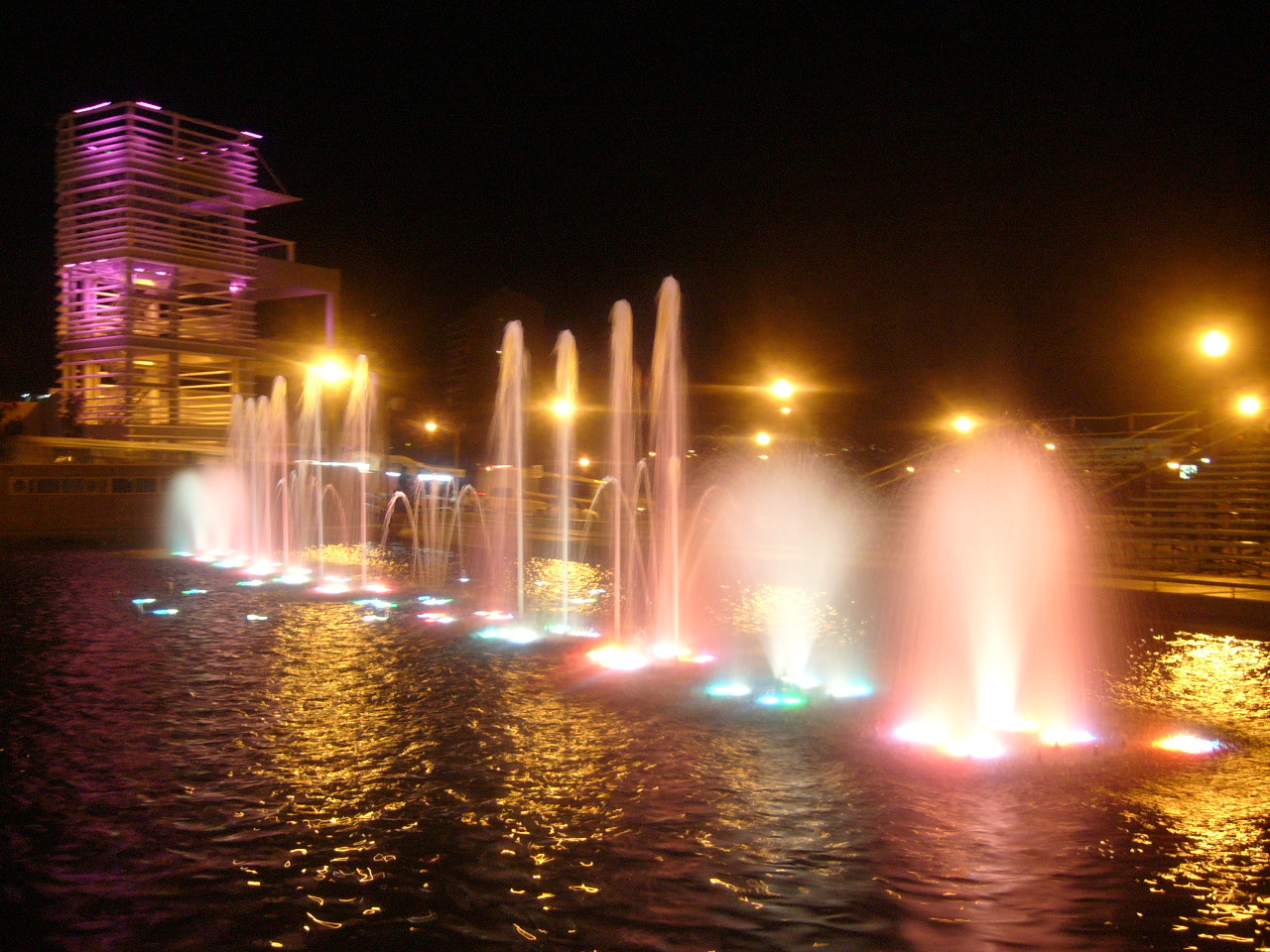
Fuentes Danzarinas.

- Fuentes danzarinas: espectáculo de gran belleza donde los chorros de agua de las fuentes bailan en sincronía con la música clásica y popular mientras un espectáculo de luces adorna el show, su disfrute es totalmente gratis y al lado hay una torre que sirve de mirador para poder ver la ciudad casi completamente. Para mantener este bello espectáculo es necesario que el agua de la fuente se encuentre en perfectas condiciones, por lo que la fuente cuenta con un sofisticado proceso de filtración y mantenimiento.

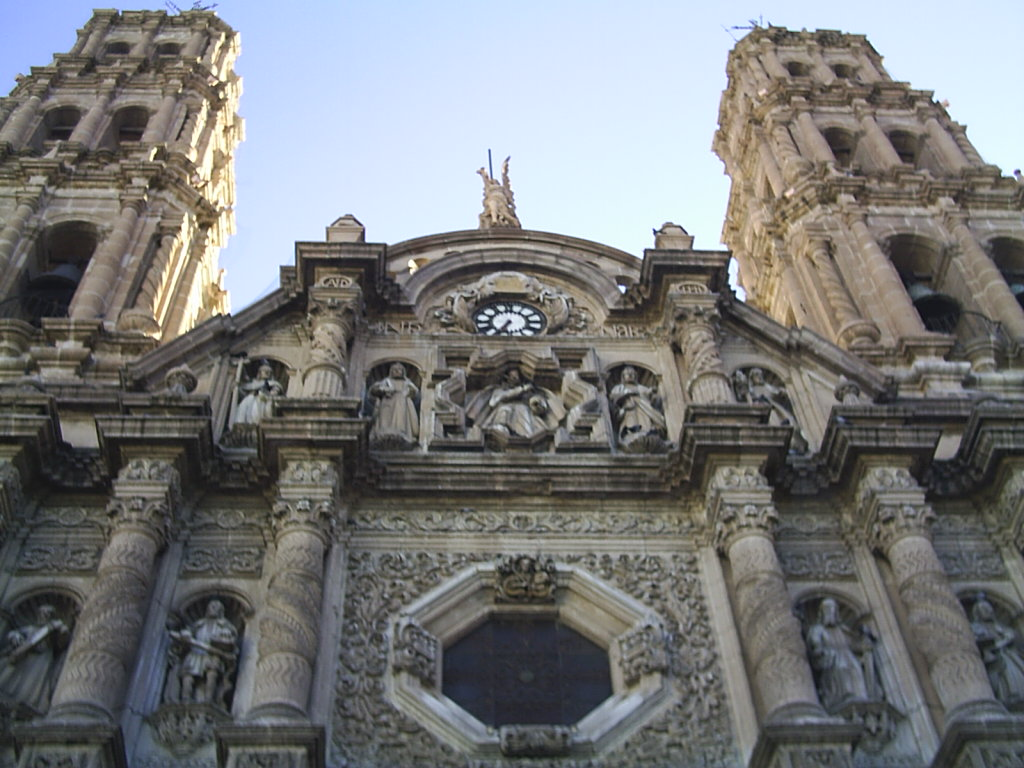
El frente de la Catedral, ubicada en el centro de la ciudad.

- Catedral: sin duda el principal atractivo del centro de la ciudad, es la sede de la Arquidiócesis y una de las catedrales más representativas del estilo barroco, y joya del periodo colonial en México. El interior de estilo barroco tiene 3 naves 1 principal y otras dos laterales, el altar principal está construido con mármol traído desde Carrara, Italia, su espectacular belleza la hace una joya y un sitio de interés único.

- Paseo Bolívar y Quinta Gameros: tan solo unas cuadras más al sur del centro de la ciudad, el paseo bolívar nos da una serie de casonas, mansiones y quintas de espectacular belleza que nos permiten regresar en el tiempo y ver el auge económico de la ciudad a principios del siglo XX, donde muchas de estas son elegantes restaurantes y centros nocturnos de alto nivel, entre otros. La más espectacular sin duda es la Quinta Gameros una de las mansiones más bellas de México que funge como museo (Museo Universitario UACH) y muestra la manera en como vivían las familias acaudaladas del siglo XIX. Cerca de esta zona esta la Cantina más singular de la ciudad (La Antigua Paz), pues sus interiores muestran factores de interés histórico y estético que hacen digno conocer este lugar muy al estilo Capitalino Chihuahuense, así como el Templo de Santa Rita, el más antiguo de la ciudad y el Mausoleo de Villa en el Parque de la Revolución.

- Avenida Zarco: esta avenida al oeste de la zona centro tiene su principal atractivo en que al igual que el paseo Bolívar, esta también tiene a sus alrededores casonas y mansiones de espectacular belleza, casas enormes con jardines muy hermosos hacen de esta avenida un imperdible lugar para caminar.

- Zona Dorada: esta zona es llamada así debido a la gran cantidad de bares y antros que hay en ella. Se encuentra ubicada sobre la avenida Juárez y en ella la vida nocturna es de las más alegres y agitadas que existe en la ciudad.

- Parque acueducto: al oeste de la ciudad, bajo la cortina de la presa Chuvíscar, el parque acueducto nos muestra diferentes tramos del antiguo acueducto que por décadas sirvió y repartió el agua a la ciudad, entre veredas, y árboles, se muestra la manera en cómo se transportaba el vital líquido.

- La Deportiva: una enorme área verde ubicada en el corazón de la ciudad, cerca del campus viejo de la Universidad Autónoma de Chihuahua, el día de hoy entre pinos, encinos, y demás árboles este lugar es un centro de deporte donde las caminatas, el trote y otros deportes como el tenis, frontón y el fútbol se pueden llevar a cabo.

- Fashion Mall Chihuahua: este centro comercial, antes llamado: Plaza Del Sol; ubicado al oeste de la ciudad sobre el Periférico de la Juventud, es el más moderno y bello de la ciudad, en el hay diferentes tiendas de prestigiadas marcas y establecimientos tales como Liverpool, Sears,, Sanborns, Levi's, Hugo Boss, Zara, entre muchas más, cuenta con tres casinos, C&A, librería Gouvil, GNC, BBVA Bancomer, Centro de videojuegos infantil, un área de comida, antros, cines Cinépolis, etc.

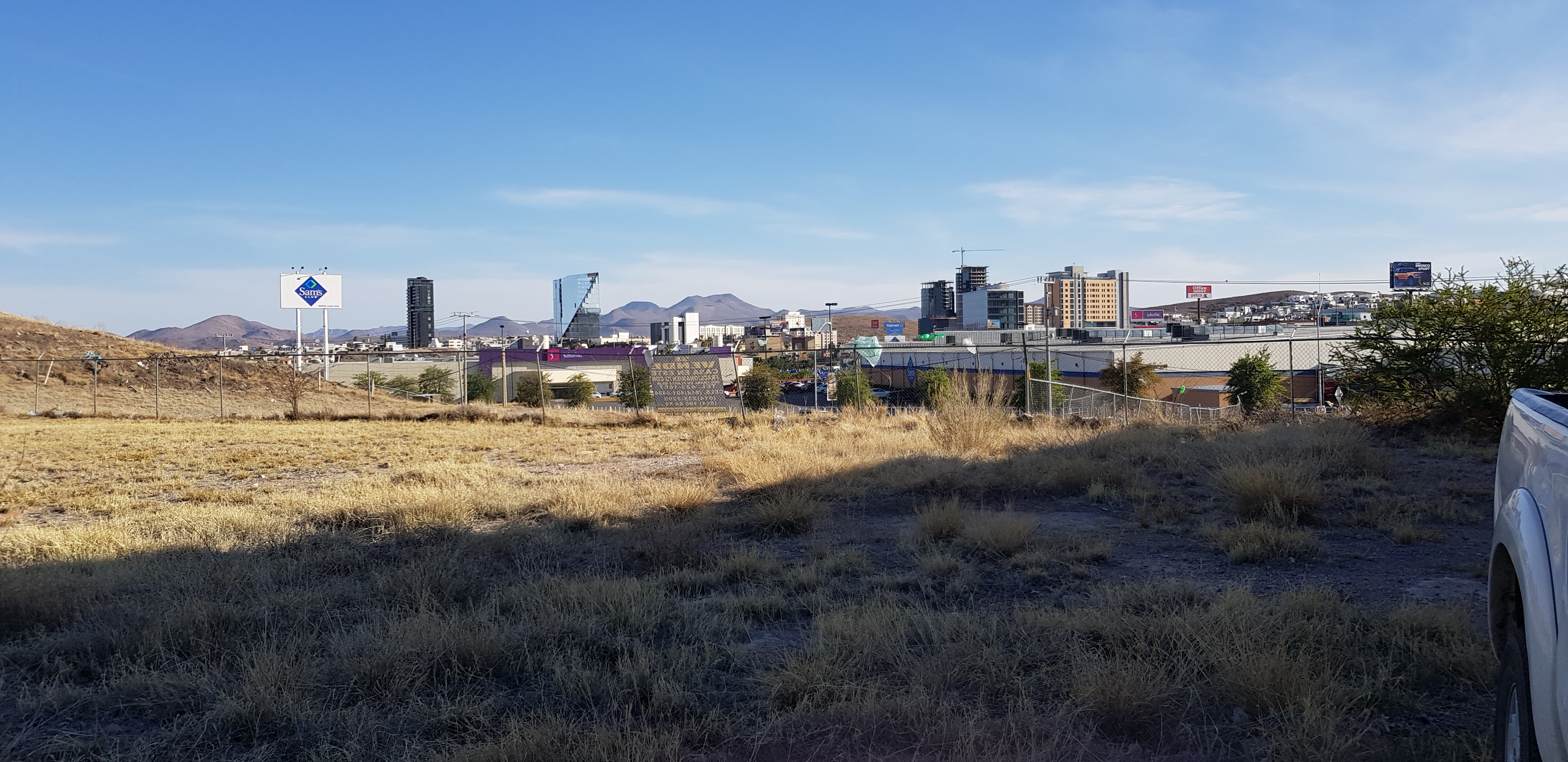
Vista Periférico- Paseo Central y Torre Sphera

- Vista Periférico- Paseo Central y Torre SpheraPaseo Central: centro comercial que cuenta tiendas diversas, así como cafés, restaurantes y un cine.
- Plaza Sendero: centro comercial con negocios de diversas marcas y con un cine.
- Distrito Uno: complejo inmobiliario y comercial ubicado en Av. de la Juventud.

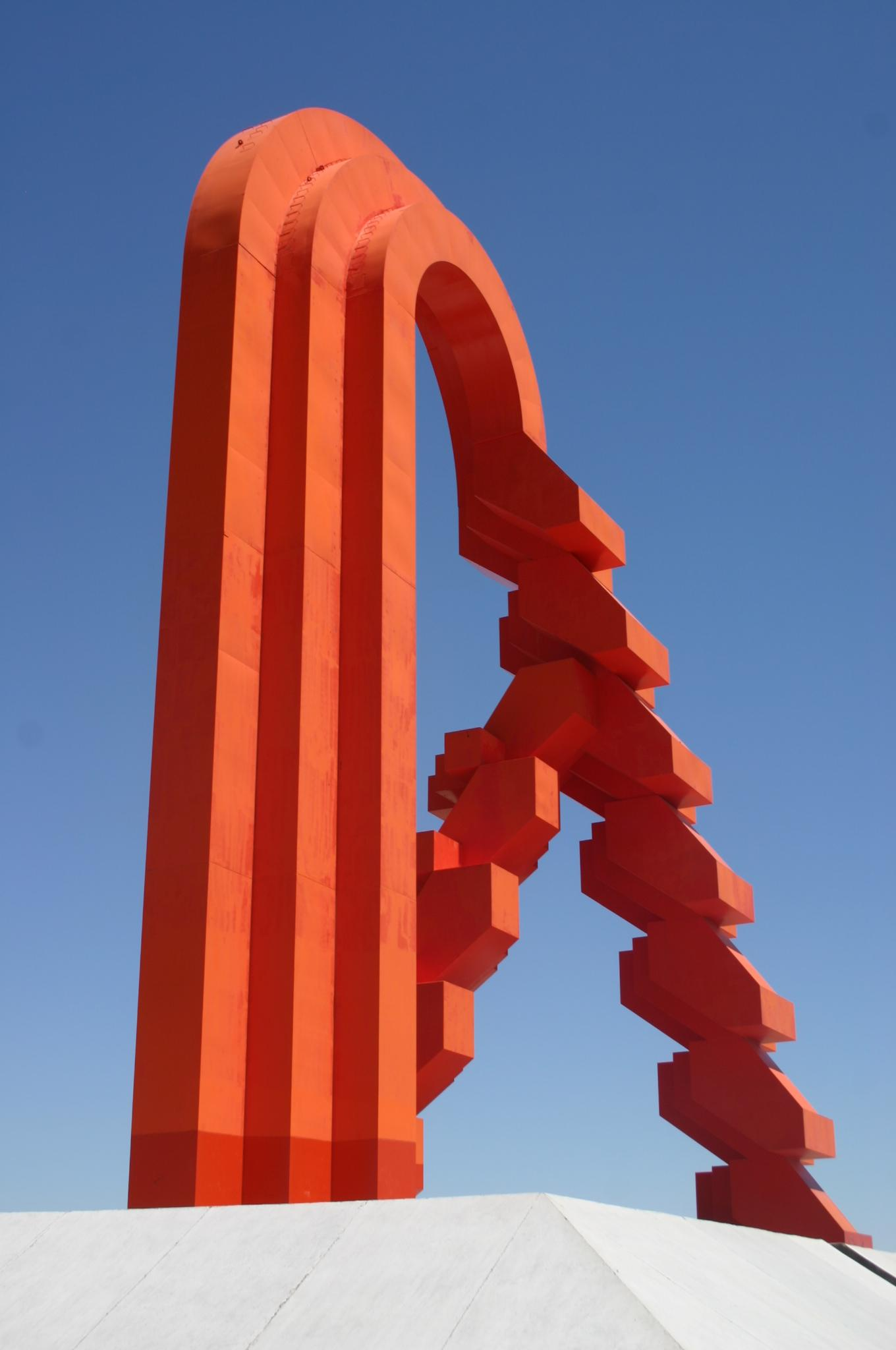
Obra realizada por el escultor Sebastián, ubicada en la entrada sur de la Ciudad, a un costado de la carretera Delicias-Chihuahua.

- Parque El Palomar: ubicado en el corazón de la ciudad, cuenta con extensas áreas verdes, un kiosco-mirador, la mediateca municipal, diversas estatuas y esculturas, etc. Es un lugar de esparcimiento familiar desde el cual se puede observar el skyline del centro de la ciudad.

- Puerta de Chihuahua: Escultura monumental que da la bienvenida a todo visitante que llega del sur, es una de las más altas de México y su atractivo es incomparable, diseñada por el famoso escultor chihuahuense Sebastián, marca la entrada a la ciudad.

- El Árbol de la Vida: Escultura monumental que se encuentra en la entrada norte de la ciudad, diseñada por Sebastián da la bienvenida a todo visitante procedente del norte.

- Los siete templos de la ciudad: Llamados así ya que en su época eran los únicos siete templos que había en la ciudad, estos son: La catedral, San Francisco, Santa Rita (el más antiguo de todos), Sagrado Corazón, Santuario, San José de la Montaña, El refugio, todos están esparcidos a lo largo de la ciudad y algunos datan del siglo XVIII

- El Cerro Grande: Uno de los tres cerros que aparecen en el escudo de la ciudad (los otros son el Cerro Coronel y el Cerro Santa Rosa). Es el más alto dentro de la zona urbanizada y es muy frecuentado por la gente ya sea para disfrutar de una fantástica vista de la ciudad o bien para hacer ejercicio. El Cerro grande tiene una cruz ecuménica en uno de sus costados que se enciende durante el mes de diciembre.

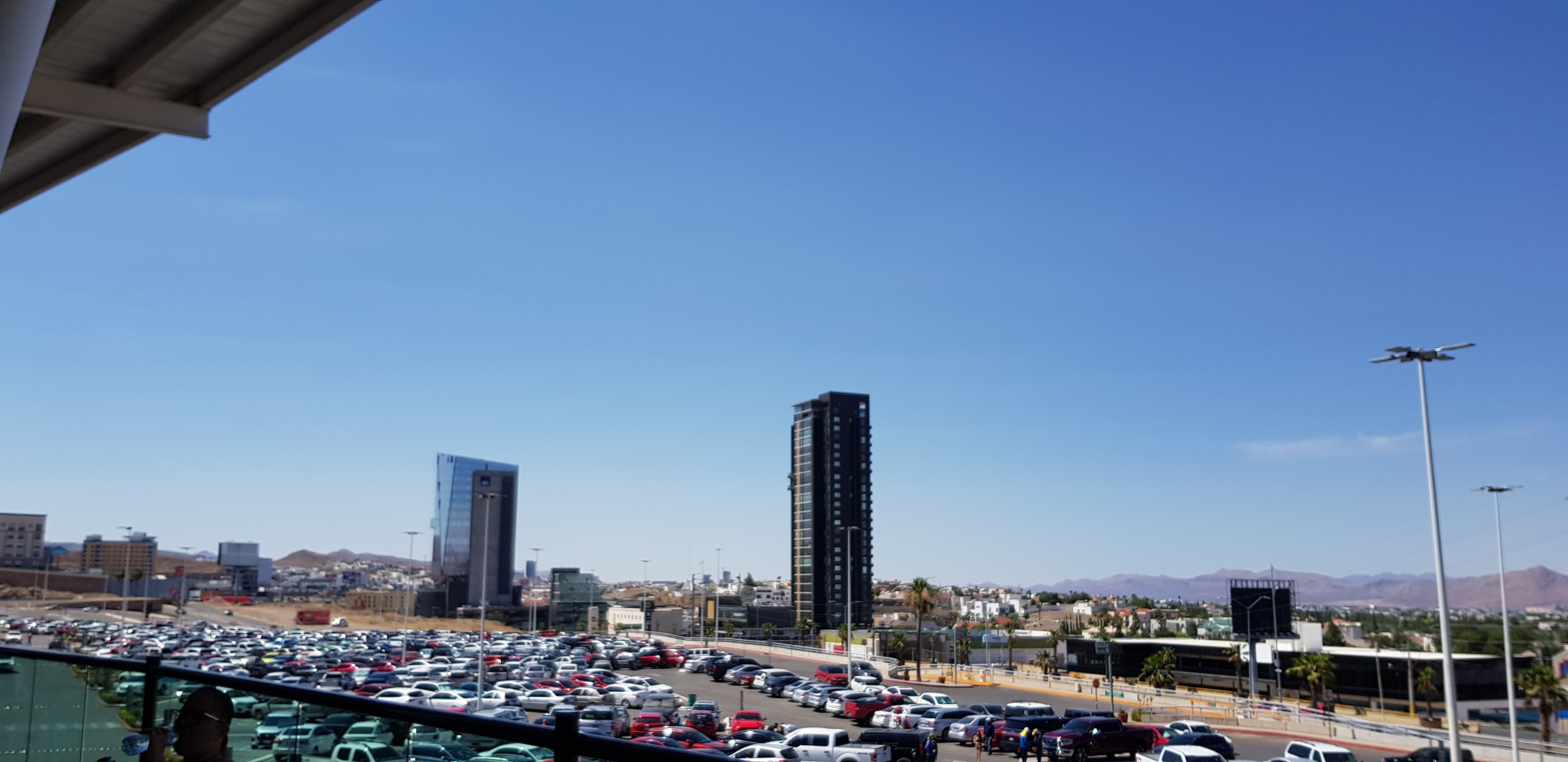
Vista desde Centro comercial Fashion Mall

## Circuito de vialidades
La ciudad de Chihuahua tiene una buena organización en cuanto al nombramiento de calles así, en la parte sur, tomando como referencia la avenida Independencia, hacia el lado este podemos encontrar calles numeradas en nones 3a, 5a, 7a, 9a etc., llegando hasta la calle 101a aproximadamente,
Por el lado oeste las calles se numeran por pares, 2a, 4a, 6a, 8a, etc., llegando hasta la calle 124a aproximadamente.
Entre las principales Vialidades de la ciudad están:
- Libramiento Oriente: es una vía rápida que rodea la ciudad de Chihuahua, atraviesa la zona metropolitana, comienza cerca de la puerta de Chihuahua y termina por la caseta sacramento, fue construida con el fin de que el tráfico pesado no atraviese la zona urbana. Es de reciente construcción.

- Circuito Tricentenario: este anillo periférico fue creado uniendo varias vialidades y creando otras nuevas en la ciudad, junto con sus respectivos distribuidores viales, fue hecho para conmemorar los 300 años de la ciudad, este engloba las avenidas Teófilo Borunda, el Periférico de la Juventud, la Vialidad los Nogales, y la Vialidad Sacramento. El circuito se concluyó en septiembre de 2009 y es una vía rápida sin altos ni semáforos con una longitud de 37.44 km.

- Periférico de la Juventud: recorre el oeste de la ciudad en sentido norte sur, en esta avenida se encuentran los residenciales más exclusivos así como una gran cantidad de negocios, agencias de viajes, agencias de autos, plazas comerciales, torres y hoteles. Ofrece una espectacular vista de la ciudad, con tráfico fluido debido a los puentes panorámicos que la conforman, funciona a manera de vía rápida con 10 carriles, 6 sin semáforos y 4 laterales. Su longitud es de 15 km.

- Avenida Tecnológico-Cristóbal Colón: recorre prácticamente toda la ciudad de sur a norte, entra desde la carretera panamericana por el norte, toma el nombre de avenida tecnológico y atraviesa la ciudad. A sus lados se encuentran áreas residenciales, colonias populares, supermercados, plazas comerciales, La deportiva, y parques industriales. A partir de que la avenida cruza el Canal del Río Chuvíscar, toma el nombre de Avenida Cristóbal Colón y termina tajantemente frente al Hospital Central. En su cruce con la Avenida Homero hacia el norte (hasta donde inicia la carr. Panamericana) retoma el nombre de Cristóbal Colón, ya que en dicho cruce existe un monumento en su honor. Su longitud es de 16 kilómetros.

- Avenida Ignacio Vallarta-Universidad-Venustiano Carranza-Calle 11a: Recorre la ciudad de norte a sur, nace de una cuchilla de la avenida Tecnológico, luego corre paralela a ella. Diferentes plazas comerciales, bancos y agencias de autos se encuentran sobre esta, así como las viejas instalaciones de la Universidad Autónoma de Chihuahua. Desde la Avenida Tecnológico, hasta la avenida de las Américas toma el nombre de Ignacio Vallarta, desde este punto hasta atravesar el canal recibe el nombre de avenida Universidad, de allí hasta la avenida 20 de noviembre es llamada Venustiano Carranza y desde allí hasta su tope en el Bulevar Fuentes mares se denomina Calle 11a. Su longitud es de 8.5km

- Bulevar Antonio Ortiz Mena: recorre en diagonal el oeste de la ciudad en sentido norte-sur, anteriormente era considerado el periférico de la ciudad pero desde los años 80 debido al rápido crecimiento de la urbe dejó de serlo; diferentes negocios, locales áreas residenciales y supermercados se encuentran sobre esta avenida, su longitud es de 5.5km

- Periférico Francisco R. Almada: recorre el sur de la ciudad en sentido oeste-este a manera de libramiento para quienes vienen desde Ciudad Cuauhtémoc o del oeste del estado. A sus pies se encuentran diferentes colonias populares, entre las que están algunas de las más pobres de la ciudad, su principal atractivo es la vista del Cerro Grande, la principal elevación de la urbe. Su longitud es de 13.4km

- Periférico Vicente Lombardo Toledano: junto con el Bulevar Fuentes Mares, es la entrada de la ciudad desde el sur, nace desde el distribuidor vial que hay en la puerta de Chihuahua, y la recorre hacia el norte hasta la avenida Juárez, tiene a sus lados rancherías, y colonias populares. Su longitud es de 13 km.

- Vialidad Sacramento-Los Nogales-Circuito Universitario: el más reciente libramiento de la ciudad, abierto en 2006, recorre la ciudad de norte a sur y junto con el sistema del Periférico de la Juventud-Periférico Fco. R. Almada y Periférico Lombardo Toledano completa un giro que hace el Anillo periférico de la ciudad por el cual circula el tráfico pesado, que tiene prohibido de manera estricta su entrada a la ciudad. A sus alrededores tiene las riveras del río Sacramento con hermosos parajes de álamos y algunos encinos, es la entrada a las grutas de Nombre de Dios, en la parte norte da un giro hacia el oeste a partir del cual toma el nombre de Vialidad Los Nogales hasta atravesar la avenida tecnológico donde toma el nombre de Circuito Universitario, el cual rodea las nuevas instalaciones de la Universidad Autónoma de Chihuahua. Tiene una longitud de 19.5km.

- Avenida de la Cantera Es una importante vía rápida que atraviesa la ciudad por el poniente, conectando el centro de la ciudad con la zona del periférico de la Juventud, es totalmente libre de semáforos, atraviesa zonas residenciales y comerciales, su longitud es de 7 km.

- Bulevar José Fuentes Mares: Bulevar del sur de la ciudad, la atraviesa en sentido este-oeste procedente desde la carretera panamericana, la fundidora de Ávalos y la planta PEMEX están sobre este bulevar, así como el estadio de béisbol y el CRIT del estado. Su longitud es de 10.5km.

- Vialidad Ch-P-Juan Pablo II: vialidad que atraviesa la ciudad completamente en sentido oeste-este desde el Aeropuerto hasta la salida a Cuauhtémoc, en su recorrido se pueden encontrar diferentes comercios, colonias populares, sembradíos, la central de autobuses, y el CRIT del estado. La vialidad va paralela a las vías del tren que lleva el famoso Chepe (Ferrocarril Chihuahua-Pacífico) de ahí su nombre. La longitud de esta arteria de la ciudad es de 20.7km.

- Avenida 20 de noviembre-Flores Magón-Silvestre Terrazas: esta avenida atraviesa la ciudad en sentido este-oeste, en su recorrido se pueden encontrar casonas antiguas, bares, la iglesia del Sagrado Corazón, la penitenciaria del estado, plazas comerciales, etc. Parte del Periférico V. Lombardo Toledano y atraviesa el cerro Coronel en dirección oeste hasta la salida a Cuauhtémoc. Su longitud es de 11km.

- Avenida Teófilo Borunda: son dos avenidas, la norte y la sur, ubicadas a ambos lados del canal que lleva el cauce del Río Chuvíscar, la avenida atraviesa toda la ciudad de Periférico a Periférico, pasa por el centro. En su recorrido se encuentran lugares como el parque El Palomar, el museo semilla, la plaza de toros, edificios del gobierno, diferentes plazas comerciales, hospitales, restaurantes, y demás establecimientos. La avenida termina cerca de la cortina que contiene el embalse de la presa Chuvíscar al oeste de la ciudad. Su longitud es de 10km.

- Avenida Edo de Hidalgo-Avenida de las Industrias-Carlos Pacheco: atraviesa la ciudad de sur a norte y como su nombre lo dice, atraviesa por la que era la principal zona industrial de la ciudad donde hay importantes empresas como Inteceramic, Bimbo, Accudyn, Cementos Chihuahua etc. También algunas maquiladoras de la ciudad se encuentran sobre esta avenida. A partir de que la avenida cruza el canal Chuvíscar toma el nombre de Avenida Pacheco la cual cruza las faldas del cerro coronel y lleva hasta la salida sur de la ciudad. Su longitud es de 17km.

- Avenida Heroico Colegio Militar-Homero: anteriormente esta completaba lo que era llamado el anillo periférico de la ciudad, pero desde 2006 dejó de fungir como tal con la construcción de la vialidad Sacramento. Diferentes industrias, plazas comerciales y el ITESM se encuentran sobre esta avenida. Al llegar a la zona de la curva en el norte, la avenida da un giro hacia el oeste y toma el nombre de Avenida Homero. Su longitud es de 10.8km.

- Avenida Independencia: atraviesa el centro de la ciudad en sentido norte-sur y desaparece a pocas cuadras al norte cruzando el Canal Chuvíscar. Esta avenida es muy importante pues ayuda a desfogar el tráfico del centro, sobre ella se encuentra la mayoría de los edificios y torres de la ciudad, el palacio municipal, la catedral, el parque El Palomar, la torre legislativa, así como diferentes locales y plazas comerciales. Su longitud es de 4.2km.

- Avenida de las Américas-Agustín Melgar: esta avenida inicia en el complejo industrial de las Américas y atraviesa la ciudad de este a oeste hasta la avenida heroico Colegio Militar, toma el nombre de Agustín Melgar en su cruce con la avenida Universidad hacia el este, en ella se encuentran diferentes plazas comerciales, restaurantes, zonas residenciales, parques industriales y supermercados. Su longitud es de 5.6 km.

## Deportes
La ciudad cuenta con equipos profesionales y amateur en varias disciplinas:
- Fútbol: Chihuahua Fútbol Club, que representó a la ciudad en la Serie A de la Liga Premier MX.
- Béisbol: Dorados de Chihuahua de la Liga Estatal de Béisbol de Chihuahua y de la Liga Mexicana de Béisbol.
- Fútbol americano: Águilas UACH, de la ONEFA a la par de Caudillos de Chihuahua de la Liga de Fútbol Americano Profesional de México y los Rarámuris de Chihuahua pertenecientes a la International Football Alliance.
- Básquetbol: Dorados de Chihuahua de la Liga Nacional de Baloncesto Profesional de México, Adelitas de Chihuahua de la Liga Mexicana de Baloncesto Profesional Femenil así como los Apaches de Chihuahua, Dorados Capital y Carrilleros de Chihuahua de la Liga de Básquetbol Estatal de Chihuahua.
- Fútbol en pista cubierta: Chihuahua Savage de la Major Arena Soccer League.

Instituciones gubernamentales dedicadas al apoyo del deporte:
- Instituto Chihuahuense del Deporte y de la Juventud.

- Instituto Municipal de la Cultura Física y el Deporte

- Parkour

Los principales espacios deportivos de la ciudad son los siguientes:
- Centro Deportivo Tricentenario Lic. Manuel Gómez Morín (Multidisciplinario)

- Estadio Chihuahua (Béisbol)

- Gimnasio Universitario Manuel Bernardo Aguirre (Basquetbol)

- Complejo Deportivo del Colegio de Bachilleres del Estado de Chihuahua (Multidisciplinario)

- Estadio Olímpico de la Universidad Autónoma de Chihuahua (Multidisciplinario)

- Gimnasio Rodrigo M. Quevedo (Basquetbol)

- Autódromos La Cantera, Francisco Villa y El Dorado Speedway (Automovilismo)

- Ciudad Deportiva de la UACH (Campus Viejo), Deportivas Sur y Norte

- Parque Extremo La Cantera (Skateboarding, Scootering, BMX)

- Parque aventura, deportiva, la iglesia de San Felipe, wokolok

## Cultura
Las principales instituciones culturales de la ciudad son el Instituto de Cultura del Municipio (ICM) y el Instituto de Cultura del Estado de Chihuahua (ICHICULT).

### Música
- OFECH Orquesta Filarmónica de Chihuahua.

- OSUACH Orquesta Sinfónica Universitaria.

- OSJCH Orquesta Sinfónica juvenil.

- OSIBART Orquesta Sinfónica de la Facultad de Artes antes Instituto de Bellas Artes, UACH.

- OSCONSERVATORIO Orquesta Sinfónica del Conservatorio.

- OSCOBACH Orquesta Sinfónica del Colegio de Bachilleres del Estado de Chihuahua.
- Sewa

#### Coros polifónicos
- Coro de la Orquesta Sinfónica de la UACH
- Orfeón Universitario y Compañía de Opera UACH
- Coro del Conservatorio de Chihuahua Capital
- Taller de Música del Sagrado Corazón de Jesús
- Coro Diocesano
- Coro de la Iglesia Bautista
- C.E.M. centro de estudios musicales

### Teatro
La ciudad cuenta con los siguientes teatros y espacios escénicos:
- Teatro de la Facultad de Artes UACH.

- Teatro de la Ciudad.

- Teatro de los Héroes.

- Teatro de Cámara Fernando Saavedra

- Teatro al Aire Libre

- Paraninfo de la UACH

### Danza
Compañías de Ballet Clásico, Jazz y Folklor como Rarajipame o el Ballet Folcklórico Nawezari, se han distinguido por representar a México y a sus tradiciones por medio de la danza en distintos países como Brasil, España, Italia entre otros.
Con bailes tradicionales de Chihuahua y el norte de México en general como la polka, redovas y chotis.

### Literatura
Destacan a nivel nacional e internacional por la calidad de su obra autores como Agustín Andreu Sagarnaga, Rogelio Treviño Montijo, Enrique Servín, Enrique Cortazar, entre otros, quienes son los más importantes exponentes de la poesía, narrativa y ensayística chihuahuense. Recientemente, Daniel Espartaco Sánchez ha destacado a nivel nacional con obras como Cosmonauta y Autos usados, Luca Vincitore de origen italiana con el libro de investigación histórica sobre la Segunda Guerra Mundial, Los últimos combatientes.

### Artes plásticas
Son notables los artistas plásticos de esta ciudad, entre los cuales destaca el pintor Aarón Piña Mora, creador de los murales del Histórico Palacio de Gobierno de Chihuahua y de muchas otras obras.
El Instituto de Bellas Artes de la UACH es un importante difusor de las artes plásticas.
Del Desierto es la revista principal que se encarga de dar visibilidad a las artes plásticas y visuales.

### Estatuas y esculturas monumentales
A lo largo de la Ciudad se pueden encontrar diversas esculturas monumentales, entre las más destacadas están: La Puerta de Chihuahua, La puerta del Sol y el Árbol de La Vida, del conocido escultor de renombre internacional Sebastián, El Ángel de la Libertad, localizado en la Macroplaza Cívica Centro histórico, La Diana Cazadora, La Adelita, Monumento a la Revolución (mal conocido como Estatua a Pancho Villa), Escultura Monumental de El Quijote de La Mancha ubicada en el Complejo Industrial Chihuahua, Romeo y Julieta, La Guirnalda de Sebastián y Las Palomas de Fermín Gutiérrez, ambas ubicadas en el Parque El Palomar y muchas más.

### Zonas arqueológicas
La zona arqueológica Ojos del Chuvíscar se ubica a 15 minutos de la ciudad, en la entrada al Fresno, por la carretera federal México 16 rumbo a Cuauhtémoc.
Adentro puede observarse el primer grupo de pinturas rupestres que datan de los años 600 al 1000 d. C. de diseños abstractos, que posiblemente representan al planeta Venus, así como figuras humanas, cerca de estas se puede ver la representación de una lagartija.
Para el grupo 2 se observa una punta de proyectil asociada a una gran cantidad de líneas rectas en zig zag y cruzadas, algunas de ellas están enmarcadas por rectángulos.
A su vez, el grupo 3 posee en su mayoría formas naturalistas, como son animales en rebaño y una pequeña figura humana; de los abstractos destacan líneas paralelas parecidas a un peine, dos círculos concéntricos y tres cruces situadas arriba de tres líneas curvas paralelas horizontales. También, al exterior de la cueva destacan formaciones rocosas en colores anaranjados, rosa, morado y verde.
Los Ojos del Chuvíscar, un lugar que desafortunadamente se está perdiendo y que, de seguir en las mismas condiciones, no podrá ser disfrutado por las futuras generaciones.

### Museos
- Casa Chihuahua Centro de Patrimonio Cultural.
- Museo Chihuahuense de Arte Contemporáneo Casa Redonda.
- Casa Siglo XIX (Museo Sebastián)
- Poliforum Cultural Universitario
- Museo de Arte Sacro
- Museo Centro Semilla
- Museo de la Revolución Mexicana (Casa de Villa)
- Museo de la Lealtad Republicana (Casa de Juárez)
- Museo Hidalgo y Galería de Armas
- Museo de Paleontología (Museo del Mamut)
- Museo Centro de Patrimonio Cultural Casa Chihuahua
- Museo Universitario Quinta Gameros
- Museo Tarike
- Centro de Desarrollo Cultural (Museo de la Presidencia Municipal)
- Museo del Minero (en Santa Eulalia)
- Museo Botánico del Cactus Conchita Rangel

### Espacios culturales independientes
- Terminal Santorini
- La Estación Arte Contemporáneo
- Bugambilias Taller Galería De Arte
- Oscar Rizk Aziz Galerías De Arte
- Casa Kahlo
- El Brocal
- Teatro Bárbaro
- Casa de la Helguera
- Del Desierto

## Educación
Educación Superior
La ciudad de Chihuahua cuenta con una vasta oferta de múltiples instituciones de educación superior. Entre ellas destacan:
Universidad Autónoma de Chihuahua (UACH). Cuenta con dos campus, así como diversas instalaciones ubicadas en distintos puntos de la ciudad. Es la institución educativa más grande del estado, reconocida a nivel nacional e internacional. Cuenta con quince unidades académicas entre facultades, escuelas e institutos, que ofrecen diversos programas en su mayoría certificados por el Programa Nacional de Calidad, entre los que se ofertan más de 50 licenciaturas presenciales, y más de 10 con modalidad a distancia o abierta, así como diversos programas de maestría y doctorado.
Instituto Tecnológico de Chihuahua (ITCH). Institución pública de gran prestigio sobre todo en carreras tecnológicas, ofrece licenciaturas, maestrías y doctorados, así como programas de educación a distancia. Cuenta con múltiples alianzas con las principales industrias del estado y ofrece certificaciones en distintos programas.
Instituto Tecnológico de Chihuahua II (ITCH II). Universidad pública perteneciente a la Dirección General de Educación Superior Tecnológica (Dgest)
Universidad Tecnológica de Chihuahua (UTCH). Institución pública con oferta de carreras tecnológicas basadas en la modalidad educativa de competencias, perteneciente a la Coordinación General de Universidades Tecnológicas y Politécnicas (CGUTyP). Otorga dos títulos profesionales en el curso de sus programas académicos: Técnico Superior Universitario al concluir los 2 primeros años y el de Ingeniería al concluir 1 año 8 meses más. Es una opción educativa dirigida a un segmento de estudiantes que ya se encuentran inmersos en el mercado laboral.
Universidad Politécnica de Chihuahua (UPCH). Universidad pública derivada del federalismo educativo, formada por el Convenio de Colaboración Administrativa entre los gobiernos federal y estatal.
Instituto Tecnológico y de Estudios Superiores de Monterrey (ITESM) Campus Chihuahua. Universidad privada más grande y con más antigüedad en la ciudad, su oferta académica va desde nivel secundaria hasta doctorado.
Centro de Investigación en Materiales Avanzados (CIMAV). El Centro de Investigación en Materiales Avanzados, S.C. (CIMAV), participa activamente en tres actividades de carácter primordial para México:
Generar conocimiento básico original y difundirlo a la comunidad científica nacional e internacional a través de las revistas con mayor reconocimiento mundial en el ámbito de los materiales, la energía y el medio ambiente;
Formar recursos humanos a nivel de maestría y doctorado en las áreas de Materiales y Medio Ambiente y Energía y
Transferir el conocimiento generado en la organización hacia los diferentes sectores de la sociedad;
A partir de su creación en octubre de 1994, el CIMAV, constituido como un Centro Público CONACYT, ha buscado por diversas vías la incorporación de la ciencia y la tecnología a la sociedad, para innovar y mejorar productos y procesos, así como elevar el nivel educativo de sus recursos humanos. A su vez, el CIMAV, cuya sede se ubica en Chihuahua, Chih. y la Unidad Monterrey en el Edo. de Nuevo León, representa un importante esfuerzo por descentralizar las actividades científicas y tecnológicas que se llevan a cabo en México, e irradiar sus beneficios al entorno regional.
Este espacio te permitirá conocer el CIMAV: las estrategias que se siguen para incidir en el desarrollo sustentable regional y nacional, mediante el conocimiento científico-tecnológico de los materiales, la energía y el medio ambiente; la oferta educativa; las líneas de investigación y sus resultados específicos; los mecanismos de vinculación con el entorno, así como la oferta tecnológica disponible en materia de servicios técnicos de laboratorio y desarrollo de proyectos.
Así como otros centros educativos como:
Escuela de Antropología e Historia del Norte de México (EAHNM) Anteriormente llamada ENAH-Unidad Chihuahua (Hasta el 2012). Es una escuela de nivel superior que busca la formación de profesionales en ciencias antropológicas con enfoque en el norte de México y suroeste de los Estados Unidos. La institución imparte cuatro licenciaturas y dos maestrías. Licenciaturas: Antropología Social, Antropología Física (Es la tercera institución Latinoamérica que imparte esta licenciatura), Lingüística Antropológica y Arqueológica. Maestrías; Antropología social y Antropología Física. Dentro del plantel está el Centro de Lenguas Indígenas (CLI) la cual tiene como objetivo; la documentación, registro y sistematización de la diversidad lingüística, que a su vez impacta en los procesos interinstitucionales y comunitarios de recuperación y revitalización de las lenguas, culturas y cosmovisiones indígenas del Norte de México. También dentro del plantel esta la Biblioteca Juan Luis Sariego y el Centro de Fondos Documentales; -A partir del año 2001 funciona en nuestra institución un espacio encargado de la salvaguarda de documentos con valor histórico y cultural, para su uso público y especializado, siendo esta una de las labores de preservación del patrimonio documental regional, de las actividades académicas de nuestro centro escolar y de apoyo a las tareas sustantivas de diversas instituciones e investigadores ya que es un instrumento para el acceso a fuentes primarias- La escuela cuenta con una extensión ubicada en la localidad de Creel municipio de Bocoyna. Cuenta con un boletín trimestral llamado Expedicionario.
- Universidad La Salle (ULSA)
- Universidad Regional del Norte (URN)
- Universidad de Estudios Avanzados (UNEA)
- Benemérita y Centenaria Escuela Normal del Estado de Chihuahua Profr. Luis Urías Belderráin
- Universidad Pedagógica Nacional del Estado de Chihuahua (UPNECH)
- Escuela Normal Superior Profr. José E. Medrano R
- Instituto Superior de Arquitectura y Diseño (ISAD)
- Escuela Libre de Psicología (ELPAC)
- Claustro Universitario de Chihuahua
- Escuela Superior de Comunicación Gráfica (ESCOGRAF)
- Universidad Autónoma de Durango
- Conservatorio de Música de Chihuahua
- Corporativo Universitario de Arquitectura de Chihuahua (CUDACH)
- Universidad Tec Milenio
- Universidad del Valle de México (UVM)
- Centro Regional de Estudios Superiores Palmore
- Universidad del Desarrollo Profesional (UNIDEP)

Educación Media superior
La ciudad cuenta con diversas instituciones de educación media superior, entre las cuales se encuentran las siguientes:
- 7 planteles del Colegio de Bachilleres del Estado de Chihuahua (COBACH)
- 2 Centros de Bachillerato Tecnológico Industrial y de Servicios (CBTis).

-CBTis 122
-CBTis 158
- 1 Centro de Educación Artística (CEDART) David Alfaro Siqueiros
- 5 Planteles del Colegio de Estudios Científicos y Tecnológicos del estado de Chihuahua (CECyTECh).[31]

Educación Básica
La ciudad cuenta con diversas instituciones de educación media superior, entre las cuales se encuentran las siguientes:
- 3 Centros de Capacitación para el Trabajo Industrial (CECATI)
- 1 Centro de Estudios Tecnológicos Industriales y de Servicios (CETis)
- 2 Planteles del Colegio Nacional de Educación Profesional Técnica (CONALEP).
- 3 Telebachilleratos
- Colegio Gil Esparza
- Instituto la Salle
- Instituto Educacional América (CCVI)
- Colegio Chihuahua
- Colegio Everest-Alpes
- Colegio ESFER Salesianos
- Prepa Tec de Monterrey
- Prepa Tec Milenio
- Prepa 5
- Prepa UVM

Bibliotecas Públicas
La Biblioteca Central del ICHICULT Carlos Montemayor, ubicada en el complejo cultural de la ciudad, tiene el mayor acervo bibliográfico del estado. La red local de bibliotecas se complementa con otros nueve centros bibliotecarios distribuidos estratégicamente a lo largo de toda la ciudad; entre ellos esta la Biblioteca Pública del Parque Lerdo y Los Pinos

## Servicios de emergencia
En la capital del estado operan varios servicios de emergencia entre los más importantes:
- Policía Municipal.- Considerada como la mejor en Latinoamérica al ser la primera en obtener la certificación CALEA.
- Comisión Estatal de Seguridad.- Cumple con la función de Policía Estatal Preventiva (antes Policía Estatal Única (PEU).
- Bomberos de Chihuahua.- Uno de los cuerpos de bomberos mejor equipados en el estado y el país.
- Unidad de Rescate de Gobierno del Estado.- Proveedor de servicio médico de emergencias.
- Policía Vial.- Controla el tránsito y programas de educación vial.
- Ángeles Blancos.- Corporación dependiente de la Secretaría de Hacienda del Gobierno del Estado que presta su servicio en las autopistas del estado. Principalmente en la carretera Chihuahua a Ciudad Juárez.
- Cruz Roja Mexicana.- Corporación encargada de prestar servicio prehospitalario y servicios humanitarios asistenciales, una de las más equipadas del país cuenta con: 17 ambulancias de modelo reciente, 1 camión unidad médica de rescate, y una unidad ligera de rescate urbano, entre otros. Dicha corporación presta un excelente servicio (médico, prehospitalario y asistencial).

## Relaciones internacionales

### Hermanamientos
La ciudad de Chihuahua tiene Hermanamientos con las siguientes ciudades alrededor del mundo:
- El Paso, Estados Unidos (1970)[32]
- Albuquerque, Estados Unidos (2008)[33]
- Boca del Río, México (2012)[34]
- Ciudad Obregón, México (2014)[35][36]
- Los Mochis, México (2015)[37]
- Huejotzingo, México (2016)[38]
- La Paz, Bolivia (2021)[39]

### Consulados
La ciudad de Chihuahua tiene Consulados de 1 país.
- España (Consulado General)[40]

## Galería

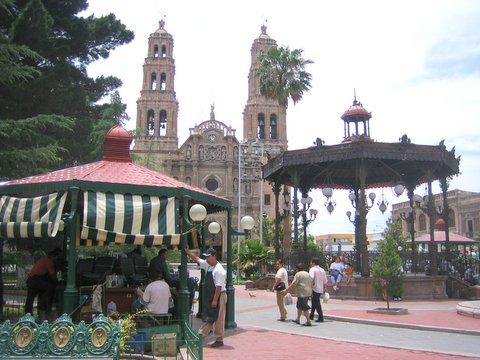
Plaza de armas. Chihuahua, al fondo la Catedral
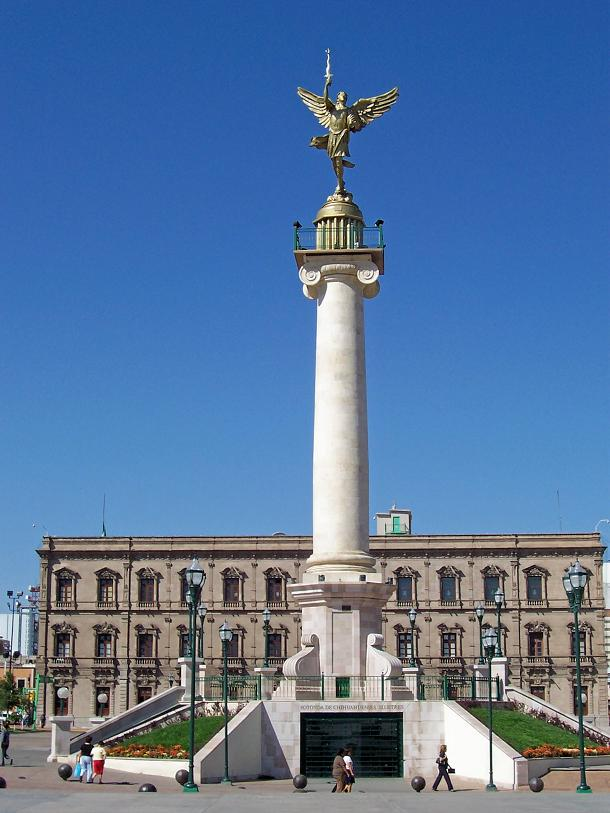
El ángel o arcángel de la libertad con el Palacio de Gobierno al fondo.
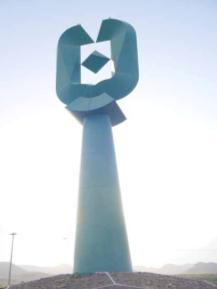
Escultura realizada por Sebastián, en la entrada norte de la ciudad. Es llamada "El Árbol de la Vida".
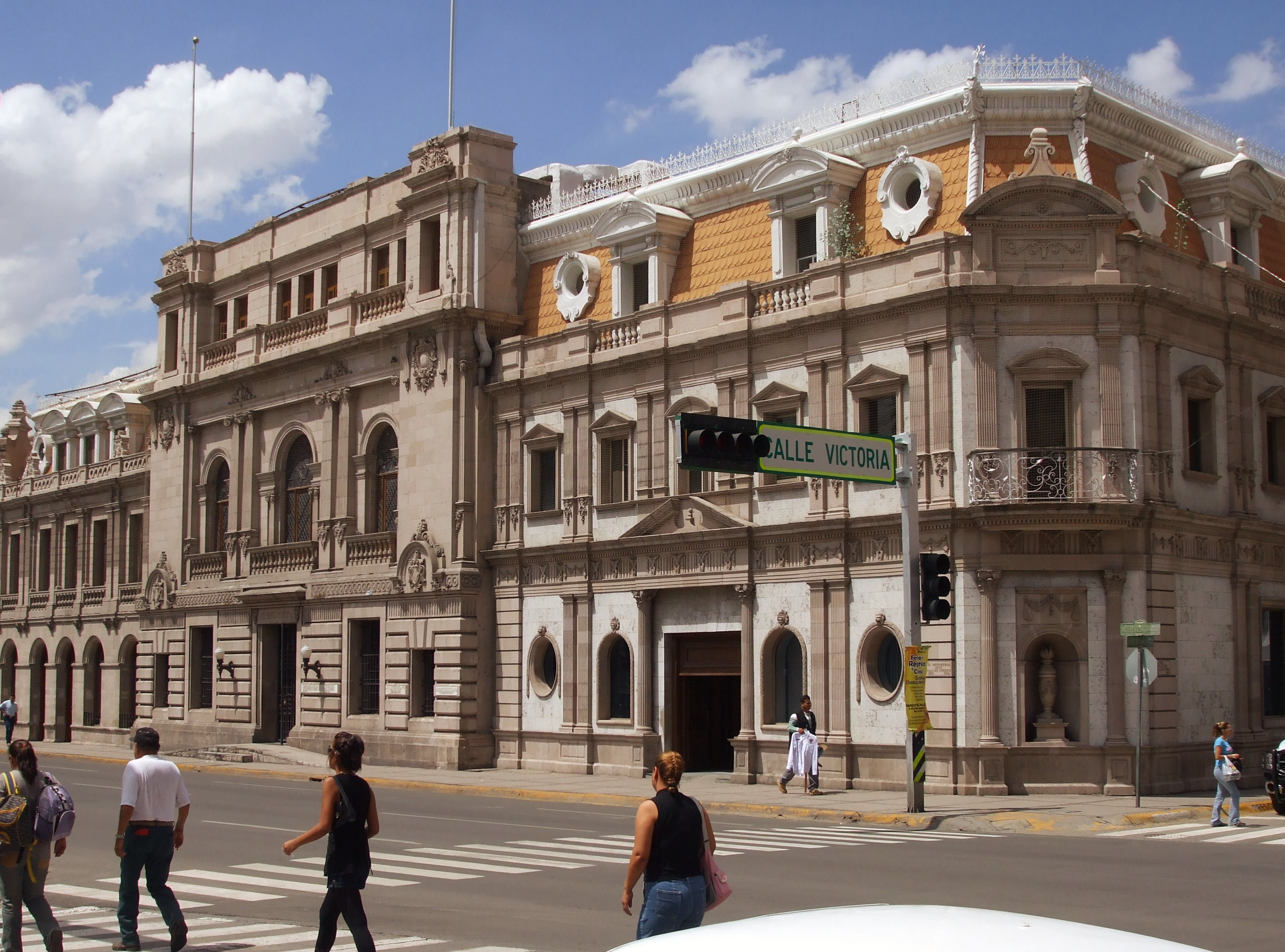
El ayuntamiento de la ciudad, frente a la Plaza de Armas.
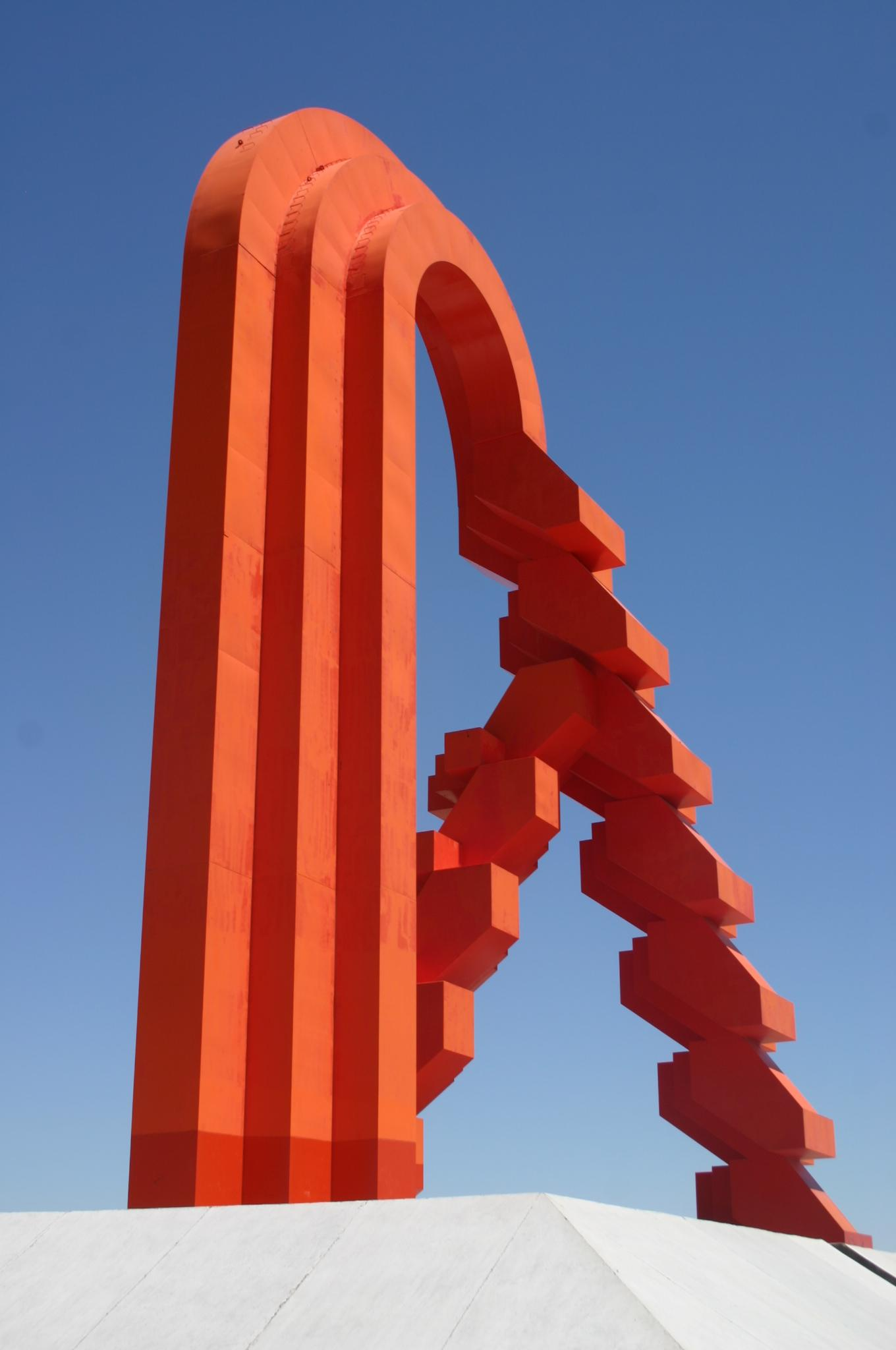
Obra realizada por el escultor Sebastián, ubicada en la entrada sur de la Ciudad, a un costado de la carretera Delicias-Chihuahua.
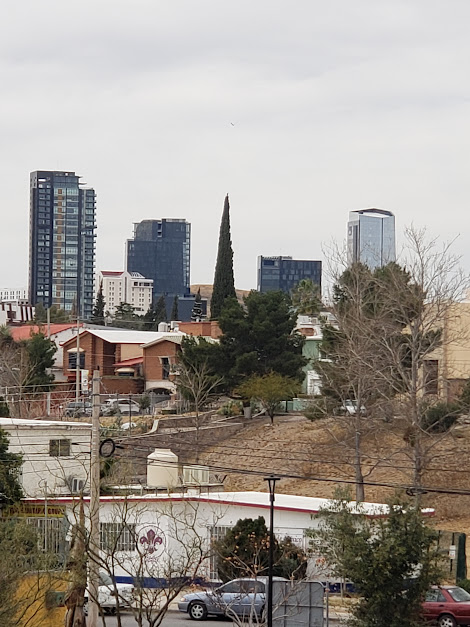
Vista hacia edificios sphera, azenzo y santa fe desde parque los tronquitos, enseguida de Ortiz mena.
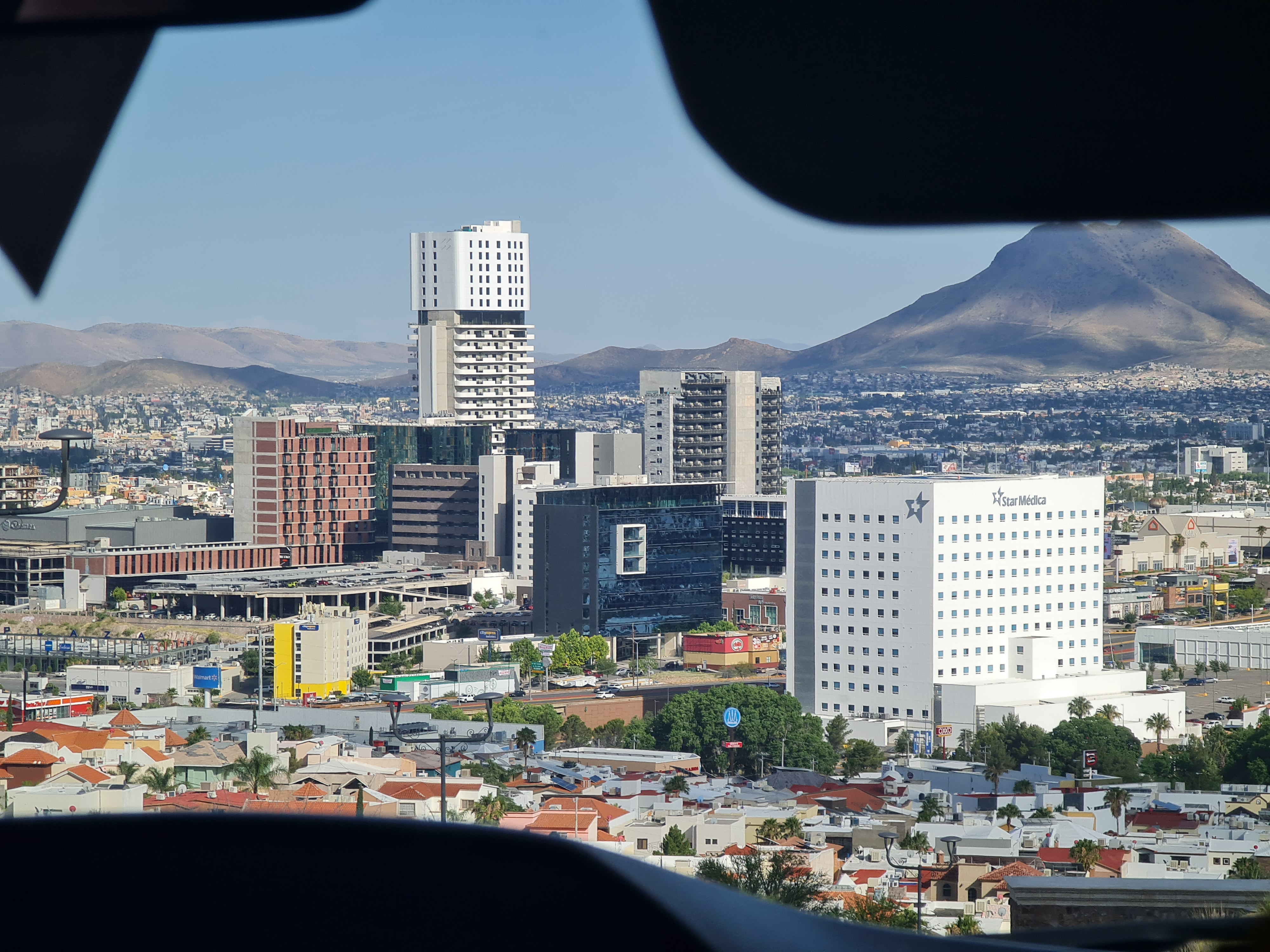
Distrito Uno, al fondo se muestra el cerro Grande, de 1928 msnm
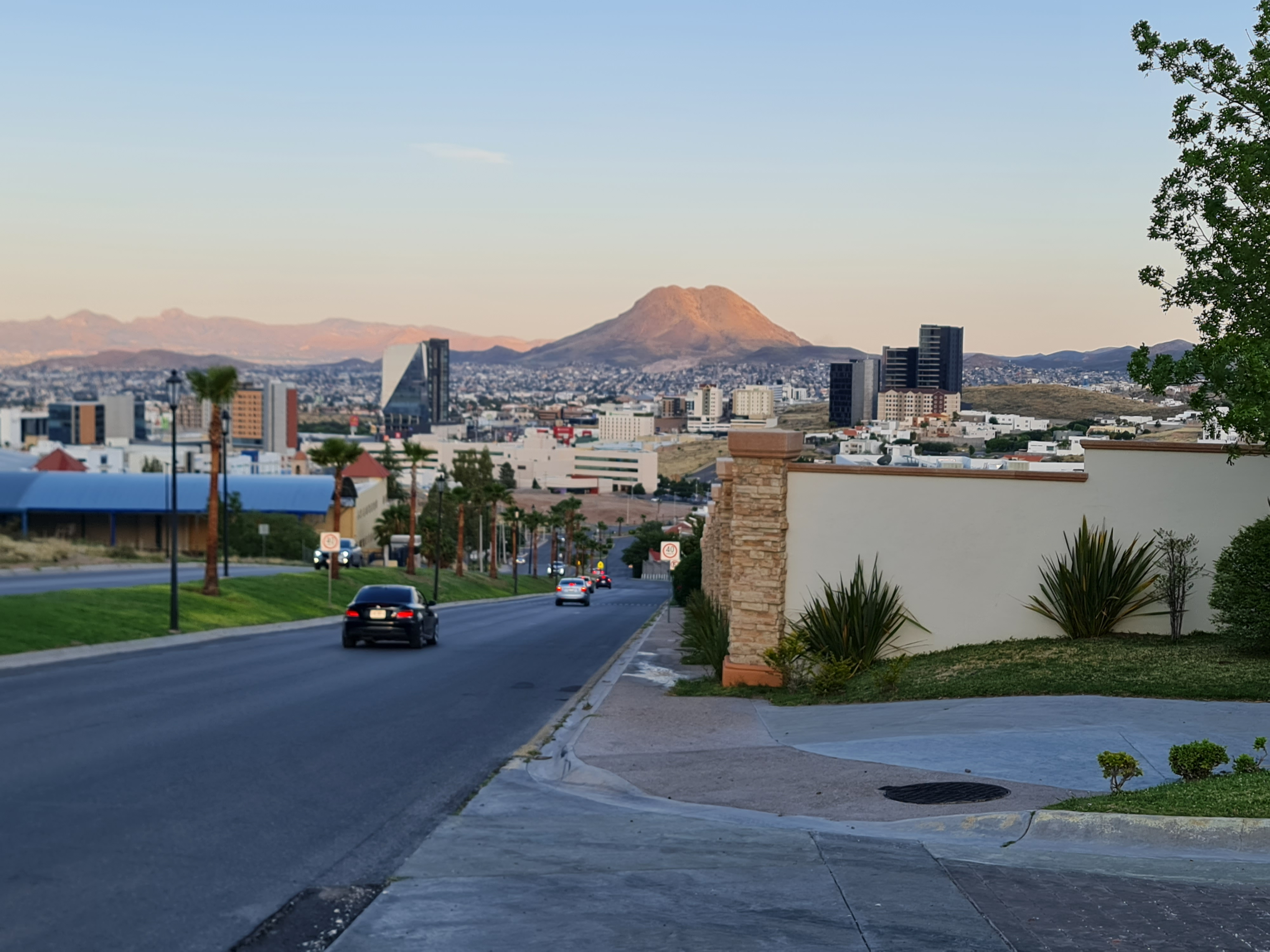
Panorámica a la zona Plaza del Sol y Santa Fé

## Presidentes municipales
Véase Anexo:Presidentes municipales de Chihuahua